# Copa do Mundo FIFA de 2014
A Copa do Mundo FIFA de 2014 (português brasileiro) ou  Campeonato do Mundo da FIFA 2014 (português europeu) foi a vigésima edição deste evento esportivo, um torneio internacional de futebol masculino organizado pela Federação Internacional de Futebol (FIFA), que ocorreu no Brasil, anfitrião da competição pela segunda vez. Com doze cidades-sede, o campeonato começou a ser disputado no dia 12 de junho e terminou em 13 de julho. A edição de 2014 foi a quinta realizada na América do Sul, depois de a Argentina ter sediado o torneio pela última vez no continente em 1978. O Brasil foi a 2.ª e última sede do torneio mundial escolhida através da política de alternância de continentes, que foi iniciada a partir da escolha da África do Sul como a sede da edição anterior.
As seleções nacionais de 31 países avançaram através de competições de qualificação, que começaram em junho de 2011, para participar com o país anfitrião – o Brasil –, no torneio final. Um total de 64 jogos foram jogados em doze cidades de todo o Brasil em estádios novos ou reconstruídos, iniciando o torneio com uma fase de grupos. Pela primeira vez em uma Copa do Mundo, as partidas usaram a tecnologia goal-line. Em 2014, a Federação Portuguesa de Futebol e o Grupo PT (hoje Altice Portugal) o MEO juntou-se à Oi TV para patrocinar os jogos do Portugal no Mundial de 2014. No dia 15 de junho, na partida entre França e Honduras, ocorreu o primeiro gol oficial a utilizar o sistema.
Com o país anfitrião, todas as equipes campeãs do mundo desde a primeira Copa do Mundo, em 1930 (Uruguai, Itália, Alemanha, Inglaterra, Argentina, França e Espanha) qualificaram-se para esta competição. Nesta edição, a Alemanha sagrou-se campeã pela quarta vez (a primeira depois  da reunificação do país), repetindo suas vitórias nas edições de 1954, 1974 e 1990. Foi a primeira vez que uma seleção europeia conquistou o título no continente americano. As quatro Copas do Mundo anteriores sediadas pela América do Sul foram todas ganhas por seleções sul-americanas, assim como outras três edições sediadas na América do Norte.
De acordo com estatísticas da FIFA, esta foi a Copa mais poluente da história (2,72 milhões de toneladas métricas de dióxido de carbono), mas, ao mesmo tempo, a mais sustentável (os estádios construídos ou modernizados para a Copa adotaram tecnologias para aproveitar a água de chuva, a radiação UV, fontes renováveis de energia e iluminação de baixo consumo energético, entre outras). Em uma conferência realizada na Cidade do Panamá, em setembro de 2014, e organizada pela FIFA, os representantes de 45 federações afiliadas à Confederação de Futebol da América do Norte, Central e Caribe e à Confederação Sul-Americana de Futebol avaliaram o trabalho realizado na Copa de 2014 como "o melhor futebol já visto na história dos Mundiais".

## Antecedentes

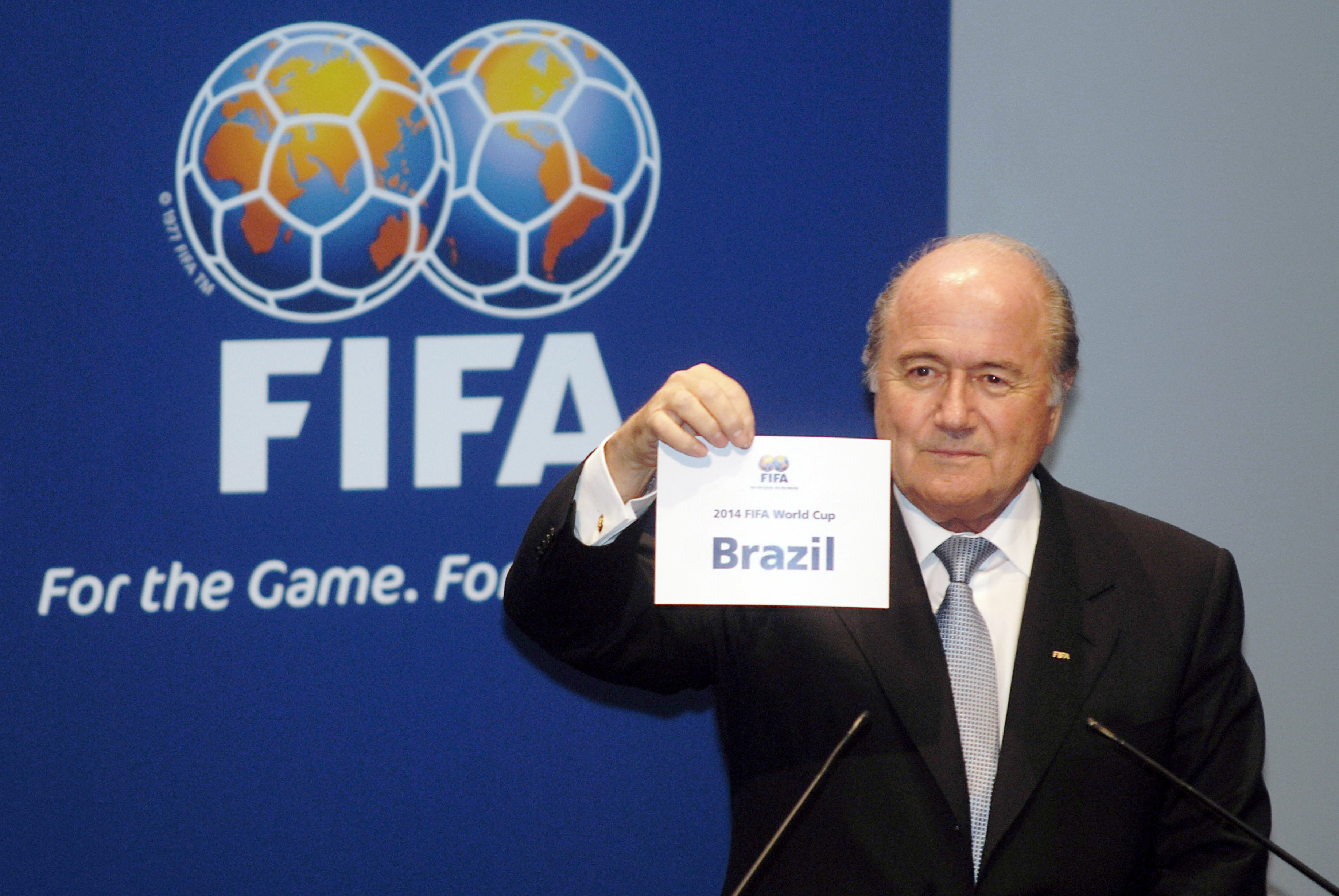
Joseph Blatter anunciando a vitória do Brasil como país anfitrião do evento.

### Candidatura
Em 3 de junho de 2003, a Confederação Sul-Americana de Futebol (CONMEBOL) havia anunciado que Argentina, Brasil e Colômbia se candidataram à sede do evento. Em 17 de março de 2006, as confederações da CONMEBOL votaram de forma unânime pela inscrição do Brasil como seu único candidato.

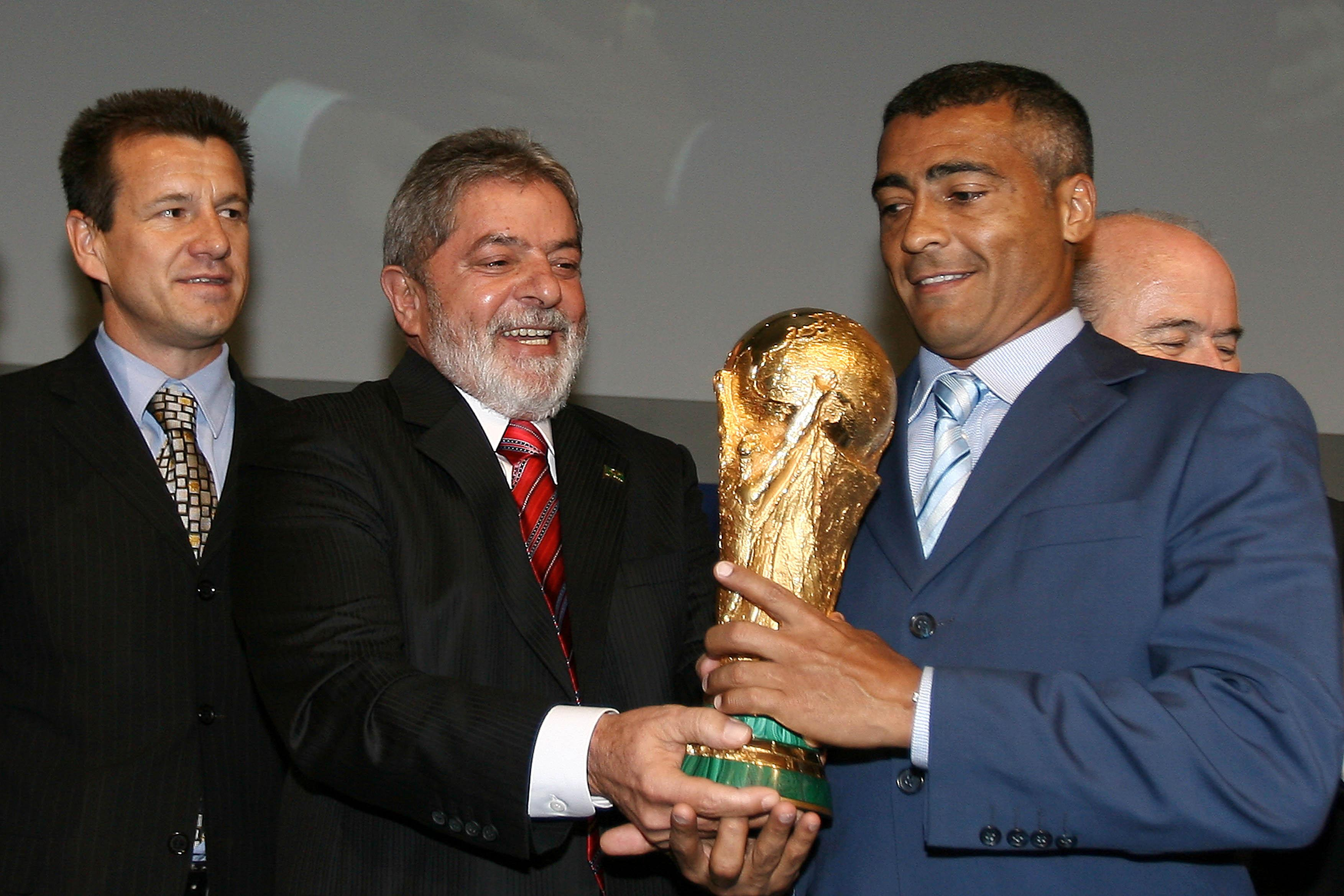
Luiz Inácio Lula da Silva, Dunga e Romário após o anúncio do Brasil como país-sede.

O presidente da FIFA, Joseph Blatter, disse em 4 de julho de 2006 que, nesse caso, a Copa do Mundo de 2014 provavelmente seria sediada no país. Em 28 de setembro do mesmo ano, ele se encontrou com o então presidente Lula e disse que queria que o país provasse sua capacidade antes de tomar uma decisão.
O dia 7 de fevereiro de 2007 seria a data final para as inscrições, mas a FIFA antecipou o prazo para 18 de dezembro de 2006. No último dia para as inscrições, a Colômbia também se candidatou a sediar a Copa de 2014; mas Blatter não apoiou a candidatura do país, e assim a Colômbia acabou por desistir de sediar o evento.
Em 30 de outubro de 2007 a FIFA ratificou o Brasil como país-sede da Copa do Mundo de 2014. A escolha das cidades-sede ficou para o fim de 2008, mas acabou acontecendo em 31 de maio de 2009, nas Bahamas.

## Eliminatórias

País classificado para a Copa do Mundo
País eliminado
País não participou das eliminatórias
País não é membro da FIFA

Trinta e duas seleções participam na competição, e a brasileira não precisou disputar eliminatórias por ser a anfitriã. A distribuição das vagas pelas confederações continentais foi divulgada pelo Comitê Executivo da FIFA em março de 2011, sem alterações em relação à edição anterior. Assim continuaram treze vagas para a UEFA, cinco para a CAF, quatro para a CONMEBOL (sem incluir a vaga brasileira de anfitrião), quatro também para a AFC e três para a CONCACAF. Além disso, a repescagem intercontinental ocorreu entre uma seleção da AFC e da CONMEBOL e outra entre uma da CONCACAF e da OFC, que não possui vaga garantida direta ao mundial.

### Sorteio
O sorteio de qualificação para a Copa de 2014 foi realizado no Rio de Janeiro na Marina da Glória em 30 de julho de 2011. O sorteio foi organizado pela Geo Eventos, criada pelas Grupo Globo e pelo Grupo RBS e que também administrou as Fan Fest nas doze cidades-sedes, sob um contrato com a prefeitura carioca e o governo fluminense no valor de 30 milhões de reais, que, segundo as estimativas, custou 15 vezes mais que os sorteios da Copa do Mundo de 2010 (estimado em R$ 2 milhões) sendo tudo pago com dinheiro público. Como país anfitrião, o Brasil se qualifica automaticamente para o torneio.
Contou com a presença da presidente Dilma Rousseff, do presidente da FIFA, Joseph Blatter, do então presidente da CBF, Ricardo Teixeira, e de várias autoridades brasileiras e representes das diversas confederações internacionais. A cerimônia foi transmitida ao vivo para todo o mundo e teve como apresentadores o jornalista Tadeu Schmidt e a modelo e apresentadora Fernanda Lima. A estimativa dos organizadores é que 500 milhões de pessoas acompanharam o sorteio dos grupos das eliminatórias.
A cerimônia de sorteio das eliminatórias, ocorrida na cidade do Rio de Janeiro, definiu os grupos e confrontos das qualificações africana, europeia, asiática, oceânica e da CONCACAF.
- AFC: 43 times competiram por 4 vagas diretas para a Copa e 1 vaga para a repescagem intercontinental, que foi disputada em jogos de ida e volta contra o 5º colocado das eliminatórias sul-americanas;
- CAF: 52 times competiram por 5 vagas diretas para a Copa;
- CONCACAF: 35 times competiram por três vagas diretas para a Copa e 1 vaga para a repescagem intercontinental, que foi disputada em jogos de ida e volta contra o vencedor das eliminatórias da Oceania;
- CONMEBOL: 9 times disputaram 4 vagas diretas para a Copa e 1 vaga para a repescagem intercontinental, que foi disputada em jogos de ida e volta contra o 5º colocado das eliminatórias asiáticas. O Brasil estava automaticamente classificado por ser o país sede;
- OFC: 11 times competiram por uma vaga para a repescagem intercontinental, que foi disputada em jogos de ida e volta contra o 4º colocado das eliminatórias da CONCACAF;
- UEFA: 53 times competiram por 13 vagas diretas para a Copa.

## Seleções classificadas
| Confederação                       | Seleção              | Classificada como                       | Data em que a classificação foi assegurada | Aparições em Copas do Mundo | Aparições consecutivas | Última aparição | Melhor resultado anterior              |
| ---------------------------------- | -------------------- | --------------------------------------- | ------------------------------------------ | --------------------------- | ---------------------- | --------------- | -------------------------------------- |
| CONMEBOL (4 vagas + 1 + país-sede) | Brasil               | País-sede                               | 30 de outubro de 2007                      | 20                          | 20                     | 2010            | Campeão (1958, 1962, 1970, 1994, 2002) |
| CONMEBOL (4 vagas + 1 + país-sede) | Argentina            | Vencedor da fase única                  | 10 de setembro de 2013                     | 16                          | 11                     | 2010            | Campeão (1978, 1986)                   |
| CONMEBOL (4 vagas + 1 + país-sede) | Colômbia             | 2º lugar na fase única                  | 11 de outubro de 2013                      | 5                           | 1                      | 1998            | Oitavas-de-final (1990)                |
| CONMEBOL (4 vagas + 1 + país-sede) | Chile                | 3º lugar na fase única                  | 15 de outubro de 2013                      | 9                           | 2                      | 2010            | Terceiro lugar (1962)                  |
| CONMEBOL (4 vagas + 1 + país-sede) | Equador              | 4º lugar na fase única                  | 15 de outubro de 2013                      | 3                           | 1                      | 2006            | Oitavas-de-final (2006)                |
| CONMEBOL (4 vagas + 1 + país-sede) | Uruguai              | Vencedor da repescagem intercontinental | 20 de novembro de 2013                     | 12                          | 2                      | 2010            | Campeão (1930, 1950)                   |
| AFC (4 vagas)                      | Irã                  | Vencedor do grupo A                     | 18 de junho de 2013                        | 4                           | 1                      | 2006            | Fase de grupos (1978, 1998, 2006)      |
| AFC (4 vagas)                      | Coreia do Sul        | 2º colocado do grupo A                  | 18 de junho de 2013                        | 9                           | 8                      | 2010            | Quarto lugar (2002)                    |
| AFC (4 vagas)                      | Japão                | Vencedor do grupo B                     | 4 de junho de 2013                         | 5                           | 5                      | 2010            | Oitavas-de-final (2002, 2010)          |
| AFC (4 vagas)                      | Austrália            | 2º colocado do grupo B                  | 18 de junho de 2013                        | 4                           | 3                      | 2010            | Oitavas-de-final (2006)                |
| CAF (5 vagas)                      | Costa do Marfim      | Vencedor da chave A                     | 16 de novembro de 2013                     | 3                           | 3                      | 2010            | Fase de grupos (2006, 2010)            |
| CAF (5 vagas)                      | Nigéria              | Vencedor da chave B                     | 16 de novembro de 2013                     | 5                           | 2                      | 2010            | Oitavas-de-final (1994, 1998)          |
| CAF (5 vagas)                      | Camarões             | Vencedor da chave C                     | 17 de novembro de 2013                     | 7                           | 2                      | 2010            | Quartas-de-final (1990)                |
| CAF (5 vagas)                      | Gana                 | Vencedor da chave D                     | 19 de novembro de 2013                     | 3                           | 3                      | 2010            | Quartas-de-final (2010)                |
| CAF (5 vagas)                      | Argélia              | Vencedor da chave E                     | 19 de novembro de 2013                     | 4                           | 2                      | 2010            | Fase de grupos (1982, 1986, 2010)      |
| CONCACAF (3 vagas + 1)             | Estados Unidos       | Vencedor da quarta fase                 | 10 de setembro de 2013                     | 10                          | 7                      | 2010            | Terceiro lugar (1930)                  |
| CONCACAF (3 vagas + 1)             | Costa Rica           | 2º lugar na quarta fase                 | 10 de setembro de 2013                     | 4                           | 1                      | 2006            | Oitavas-de-final (1990)                |
| CONCACAF (3 vagas + 1)             | Honduras             | 3º lugar na quarta fase                 | 15 de outubro de 2013                      | 3                           | 2                      | 2010            | Fase de grupos (1982, 2010)            |
| CONCACAF (3 vagas + 1)             | México               | Vencedor da repescagem intercontinental | 20 de novembro de 2013                     | 15                          | 6                      | 2010            | Quartas-de-final (1970, 1986)          |
| UEFA (13 vagas)                    | Bélgica              | Vencedor do grupo A                     | 11 de outubro de 2013                      | 12                          | 1                      | 2002            | Quarto lugar (1986)                    |
| UEFA (13 vagas)                    | Itália               | Vencedor do grupo B                     | 10 de setembro de 2013                     | 18                          | 14                     | 2010            | Campeão (1934, 1938, 1982, 2006)       |
| UEFA (13 vagas)                    | Alemanha             | Vencedor do grupo C                     | 11 de outubro de 2013                      | 18                          | 16                     | 2010            | Campeão (1954, 1974, 1990)             |
| UEFA (13 vagas)                    | Países Baixos        | Vencedor do grupo D                     | 10 de setembro de 2013                     | 10                          | 3                      | 2010            | Vice-campeão (1974, 1978, 2010)        |
| UEFA (13 vagas)                    | Suíça                | Vencedor do grupo E                     | 11 de outubro de 2013                      | 10                          | 3                      | 2010            | Quartas-de-final (1934, 1938, 1974)    |
| UEFA (13 vagas)                    | Rússia               | Vencedor do grupo F                     | 15 de outubro de 2013                      | 10[a]                       | 1                      | 2002            | Quarto lugar (1966)[a]                 |
| UEFA (13 vagas)                    | Bósnia e Herzegovina | Vencedor do grupo G                     | 15 de outubro de 2013                      | 1                           | 1                      | –               | Estreante                              |
| UEFA (13 vagas)                    | Inglaterra           | Vencedor do grupo H                     | 15 de outubro de 2013                      | 14                          | 5                      | 2010            | Campeão (1966)                         |
| UEFA (13 vagas)                    | Espanha              | Vencedor do grupo I                     | 15 de outubro de 2013                      | 14                          | 10                     | 2010            | Campeão (2010)                         |
| UEFA (13 vagas)                    | Portugal             | Vencedor da repescagem                  | 19 de novembro de 2013                     | 6                           | 4                      | 2010            | Terceiro lugar (1966)                  |
| UEFA (13 vagas)                    | França               | Vencedor da repescagem                  | 19 de novembro de 2013                     | 14                          | 5                      | 2010            | Campeão (1998)                         |
| UEFA (13 vagas)                    | Grécia               | Vencedor da repescagem                  | 19 de novembro de 2013                     | 3                           | 2                      | 2010            | Fase de grupos (1994, 2010)            |
| UEFA (13 vagas)                    | Croácia              | Vencedor da repescagem                  | 19 de novembro de 2013                     | 4                           | 1                      | 2006            | Terceiro lugar (1998)                  |

a. ^  Rússia participou de sete mundiais anteriores como União Soviética (1958–1990).

### Sorteio
Foi realizado em 6 de dezembro de 2013, na Costa do Sauípe, Brasil. As 32 seleções classificadas para o estágio final da Copa do Mundo foram divididas em 8 grupos (A, B, C, D, E, F, G e H) de 4 países cada e separadas nos potes de acordo com o ranking da FIFA e suas respectivas confederações. Com exceção das seleções do pote 1, previamente definidas por serem as cabeças de chave, a composição dos demais potes foi divulgada oficialmente pela FIFA a 3 de dezembro.
| Pote 1 (cabeças de chave)                                                               | Pote 2 (CAF e CONMEBOL)                                                                               | Pote 3 (AFC e CONCACAF)                                                                     | Pote 4 (UEFA)                                                                                       |
| --------------------------------------------------------------------------------------- | --- | ------------------------------------------------------------------------------------------- | --------------------------------------------------------------------------------------------------- |
| - Brasil (sede) - Espanha - Alemanha - Argentina - Colômbia - Bélgica - Uruguai - Suíça | - Argélia - Camarões - Costa do Marfim - Gana - Nigéria - Chile - Equador - Itália (movida do pote 4) | - Austrália - Coreia do Sul - Costa Rica - Estados Unidos - Honduras - Irã - Japão - México | - Bósnia e Herzegovina - Croácia - França - Grécia - Inglaterra - Países Baixos - Portugal - Rússia |

Como nos torneios anteriores, a FIFA distribuiu as seleções pelos potes de acordo com a sua condição geográfica e, portanto, as equipes de uma mesma confederação não poderiam ser sorteadas para o mesmo grupo, com exceção das seleções da UEFA, onde foi permitido um máximo de duas equipes dessa confederação por grupo. Devido ao número ímpar de equipes incluídas nos potes geográficos, alguns procedimentos adicionais foram aplicadas no sorteio final para alocar as 32 seleções nos oito grupos.
O sorteio iniciou-se com a escolha da seleção da UEFA do pote 4 que seria alocada no pote 2. A seguir, foram sorteados os cabeças de chave, retirados do pote um, exceto o Brasil que é o cabeça de chave do grupo A, portanto A1. Na sequência, foi sorteado em que grupo, dentre os quatro que possuíam sul-americanos como cabeças de chave (Argentina, Brasil, Colômbia e Uruguai), ficaria a seleção europeia deslocada para o pote 2. Feito isso, foram sorteados as demais seleções do pote 2, o grupo a qual elas pertencem (B ao H) e a posição (2 a 4). A exceção foram as seleções sul-americanas (Chile e Equador) que não poderiam ficar nos grupos encabeçados por sul-americanos. Este mesmo procedimento (sorteio de uma seleção do pote, sorteio do grupo e sorteio da posição) foi realizado para os demais potes – 3 e 4 – mantendo-se o princípio de que em um grupo não poderia haver mais de uma seleção de uma confederação (as exceção foram: a seleção movida para o pote 2 – Itália, que ficou no grupo D – e os grupos que tem cabeça de chave da UEFA – grupos B, E, G e H).

## Sedes

Dilma Rousseff e Pelé ao lado de uma maquete do projeto de remodelação do Estádio Mineirão, em Belo Horizonte

Dezoito cidades candidataram-se para sediar as partidas da Copa, porém Maceió desistiu, restando dezessete cidades, todas capitais de estados. A FIFA limita o número de cidades-sedes entre oito e dez, entretanto, dada a dimensão continental do país sede, a organização cedeu aos pedidos da CBF e concedeu permissão para que se utilizem 12 sedes no mundial.
Após sucessivos adiamentos, finalmente no dia 31 de maio de 2009 foram anunciadas as sedes oficiais da Copa. A lista eliminou as candidaturas de Belém, Campo Grande, Florianópolis, Goiânia e Rio Branco. Dentre as 12 cidades escolhidas, seis delas receberam também a Copa das Confederações 2013, "evento teste" para a Copa. Uma das sedes, o Recife, construiu um estádio novo para seus jogos em outra cidade de sua região metropolitana, o município de São Lourenço da Mata.
Originalmente, o Estádio do Morumbi em São Paulo estava no projeto, mas por incompatibilidade financeira do projeto, a FIFA retirou o estádio como uma das sedes. O comitê organizador da copa em São Paulo estudava a construção de um novo estádio em Pirituba, zona noroeste da cidade de São Paulo, mas esta opção foi descartada devido ao tempo insuficiente, então o comitê organizador da Copa juntamente com a Prefeitura e o Governo de São Paulo decidiram que o estádio sede em São Paulo fosse o novo estádio do Corinthians em Itaquera. Posteriormente, Salvador anunciou estar na disputa para abrigar o jogo de abertura do evento, além de Brasília e Belo Horizonte.
Em 20 de outubro de 2011, enfim, a FIFA anunciou oficialmente que o estádio de São Paulo seria o palco da abertura do Mundial de 2014. Também conhecido como Itaquerão, o nome oficial do estádio é Arena Corinthians, embora na Copa tenha sido referido pela FIFA como Arena de São Paulo.
O primeiro estádio a ficar pronto para a Copa do Mundo foi o Castelão, em Fortaleza, sendo reinaugurado em 16 de dezembro de 2012. Em seguida foi entregue o Estádio Mineirão, em Belo Horizonte, em 21 de dezembro de 2012. No dia 5 de abril de 2013, foi a vez da Arena Fonte Nova, em Salvador, ser reinaugurada, seguida pelo Maracanã, no Rio de Janeiro, em 27 de abril, e pelo Estádio Nacional de Brasília Mané Garrincha, em Brasília, em 18 de maio. Finalmente, em 20 de maio de 2013, foi inaugurada a Arena de Pernambuco, em São Lourenço da Mata. Os seis primeiros estádios entregues foram palco da Copa das Confederações FIFA de 2013. Nas cerimônias de reabertura desses estádios estiveram presentes diversas autoridades governamentais, entre elas a presidente Dilma Rousseff. Em maio de 2014, três dos estádios se encontravam incompletos: a Arena Corinthians, entregue para a FIFA ainda em obras; a Arena da Baixada, que teve sua data de entrega postergada após uma greve dos operários; e a Arena Pantanal, usada em um jogo inaugural com apenas metade das cadeiras instalada.
| Rio de Janeiro, RJ                | Brasília, DF | São Paulo, SP | Belo Horizonte, MG                 |
| --------------------------------- | --- | --- | ---------------------------------- |
| Estádio do Maracanã               | Estádio Nacional | Arena Corinthians | Estádio Mineirão                   |
| 22° 54′ 43,8″ S, 43° 13′ 48,59″ O | 15° 47′ 00,6″ S, 47° 53′ 56,99″ O                                                                                    | 23° 32′ 43,91″ S, 46° 28′ 24,14″ O                                                                                   | 19° 51′ 57″ S, 43° 58′ 15″ O       |
| Capacidade: 74 738 (reformado)    | Capacidade: 69 349 (novo)                                                                                            | Capacidade: 62 601 (novo)                                                                                            | Capacidade: 58 170 (reformado)     |
|                                   | | |                                    |
| Fortaleza, CE                     | Belo Horizonte Brasília Fortaleza Porto Alegre São Paulo Rio de Janeiro Salvador Natal Cuiabá Curitiba Manaus Recife | Belo Horizonte Brasília Fortaleza Porto Alegre São Paulo Rio de Janeiro Salvador Natal Cuiabá Curitiba Manaus Recife | Porto Alegre, RS                   |
| Estádio Castelão                  | Belo Horizonte Brasília Fortaleza Porto Alegre São Paulo Rio de Janeiro Salvador Natal Cuiabá Curitiba Manaus Recife | Belo Horizonte Brasília Fortaleza Porto Alegre São Paulo Rio de Janeiro Salvador Natal Cuiabá Curitiba Manaus Recife | Estádio Beira-Rio                  |
| 3° 48′ 26,16″ S, 38° 31′ 20,93″ O | Belo Horizonte Brasília Fortaleza Porto Alegre São Paulo Rio de Janeiro Salvador Natal Cuiabá Curitiba Manaus Recife | Belo Horizonte Brasília Fortaleza Porto Alegre São Paulo Rio de Janeiro Salvador Natal Cuiabá Curitiba Manaus Recife | 30° 03′ 56,21″ S, 51° 14′ 09,91″ O |
| Capacidade: 60 342 (reformado)    | Belo Horizonte Brasília Fortaleza Porto Alegre São Paulo Rio de Janeiro Salvador Natal Cuiabá Curitiba Manaus Recife | Belo Horizonte Brasília Fortaleza Porto Alegre São Paulo Rio de Janeiro Salvador Natal Cuiabá Curitiba Manaus Recife | Capacidade: 43 394 (reformado)     |
|                                   | Belo Horizonte Brasília Fortaleza Porto Alegre São Paulo Rio de Janeiro Salvador Natal Cuiabá Curitiba Manaus Recife | Belo Horizonte Brasília Fortaleza Porto Alegre São Paulo Rio de Janeiro Salvador Natal Cuiabá Curitiba Manaus Recife |                                    |
| Salvador, BA                      | Belo Horizonte Brasília Fortaleza Porto Alegre São Paulo Rio de Janeiro Salvador Natal Cuiabá Curitiba Manaus Recife | Belo Horizonte Brasília Fortaleza Porto Alegre São Paulo Rio de Janeiro Salvador Natal Cuiabá Curitiba Manaus Recife | Recife, PE                         |
| Arena Fonte Nova                  | Belo Horizonte Brasília Fortaleza Porto Alegre São Paulo Rio de Janeiro Salvador Natal Cuiabá Curitiba Manaus Recife | Belo Horizonte Brasília Fortaleza Porto Alegre São Paulo Rio de Janeiro Salvador Natal Cuiabá Curitiba Manaus Recife | Arena Pernambuco                   |
| 12° 58′ 43″ S, 38° 30′ 15″ O      | Belo Horizonte Brasília Fortaleza Porto Alegre São Paulo Rio de Janeiro Salvador Natal Cuiabá Curitiba Manaus Recife | Belo Horizonte Brasília Fortaleza Porto Alegre São Paulo Rio de Janeiro Salvador Natal Cuiabá Curitiba Manaus Recife | 8° 02′ 24″ S, 35° 00′ 29″ O        |
| Capacidade: 51 900 (novo)         | Belo Horizonte Brasília Fortaleza Porto Alegre São Paulo Rio de Janeiro Salvador Natal Cuiabá Curitiba Manaus Recife | Belo Horizonte Brasília Fortaleza Porto Alegre São Paulo Rio de Janeiro Salvador Natal Cuiabá Curitiba Manaus Recife | Capacidade: 42 610 (novo)          |
|                                   | Belo Horizonte Brasília Fortaleza Porto Alegre São Paulo Rio de Janeiro Salvador Natal Cuiabá Curitiba Manaus Recife | Belo Horizonte Brasília Fortaleza Porto Alegre São Paulo Rio de Janeiro Salvador Natal Cuiabá Curitiba Manaus Recife |                                    |
| Cuiabá, MT                        | Curitiba, PR | Natal, RN | Manaus, AM                         |
| Arena Pantanal                    | Arena da Baixada | Arena das Dunas | Arena Amazônia                     |
| 15° 36′ 11″ S, 56° 07′ 14″ O      | 25° 26′ 54″ S, 49° 16′ 37″ O                                                                                         | 5° 49′ 44,18″ S, 35° 12′ 49,91″ O                                                                                    | 3° 04′ 59″ S, 60° 01′ 41″ O        |
| Capacidade: 41 112 (novo)         | Capacidade: 39 631 (reformado)                                                                                       | Capacidade: 39 971 (novo)                                                                                            | Capacidade: 40 549 (novo)          |
|                                   | | |                                    |

### Sedes de treinamento
Em 31 de janeiro de 2014 a FIFA e o Comitê Organizador Local divulgaram os locais de treinamento das 32 seleções participantes.
| Equipe               | Centro de Treinamento                        | Estado            |                | Equipe                                                | Centro de Treinamento | Estado |
| -------------------- | -------------------------------------------- | ----------------- | -------------- | ----------------------------------------------------- | --------------------- | ------ |
| Alemanha             | Resort Camp Bahia, Santa Cruz Cabrália       | Bahia             | Estados Unidos | CT da Barra Funda, São Paulo                          | São Paulo             |        |
| Argélia              | CT do Atlético de Sorocaba, Sorocaba         | São Paulo         | França         | Estádio Santa Cruz, Ribeirão Preto                    | São Paulo             |        |
| Argentina            | Cidade do Galo, Vespasiano                   | Minas Gerais      | Gana           | Estádio Rei Pelé, Maceió                              | Alagoas               |        |
| Austrália            | Estádio Kleber Andrade, Cariacica            | Espírito Santo    | Grécia         | Estádio Lourival Baptista, Aracaju                    | Sergipe               |        |
| Bélgica              | Paradise Golf & Lake Resort Mogi das Cruzes  | São Paulo         | Honduras       | Academia Traffic, Porto Feliz                         | São Paulo             |        |
| Bósnia e Herzegovina | Estádio Municipal Antônio Fernandes, Guarujá | São Paulo         | Inglaterra     | Escola de Educação Física do Exército, Rio de Janeiro | Rio de Janeiro        |        |
| Brasil               | Granja Comary Teresópolis                    | Rio de Janeiro    | Irã            | CT do Corinthians, Guarulhos                          | São Paulo             |        |
| Camarões             | Estádio Kleber Andrade, Cariacica            | Espírito Santo    | Itália         | Resort Portobello, Mangaratiba                        | Rio de Janeiro        |        |
| Chile                | Toca da Raposa, Belo Horizonte               | Minas Gerais      | Japão          | Spa Sport Resort, Itu                                 | São Paulo             |        |
| Colômbia             | CT de Cotia, Cotia                           | São Paulo         | México         | CT Rei Pelé, Santos                                   | São Paulo             |        |
| Coreia do Sul        | Estádio Pedro Basso, Foz do Iguaçu           | Paraná            | Nigéria        | Estádio Brinco de Ouro Campinas                       | São Paulo             |        |
| Costa do Marfim      | Oscar Inn Eco Resort, Águas de Lindóia       | São Paulo         | Países Baixos  | Estádio da Gávea, Rio de Janeiro                      | Rio de Janeiro        |        |
| Costa Rica           | Vila Belmiro, Santos                         | São Paulo         | Portugal       | Estádio Moises Lucarelli Campinas                     | São Paulo             |        |
| Croácia              | Tivoli Eco Resort, Mata de São João          | Bahia             | Rússia         | Estádio Novelli Júnior, Itu                           | São Paulo             |        |
| Equador              | Hotel VIla Ventura, Viamão                   | Rio Grande do Sul | Suíça          | Latorre Resort, Porto Seguro                          | Bahia                 |        |
| Espanha              | CT do Caju, Curitiba                         | Paraná            | Uruguai        | Arena do Jacaré, Sete Lagoas                          | Minas Gerais          |        |

## Convocações
Foram convocados 23 jogadores por seleção, sendo obrigatoriamente três goleiros. No total 736 jogadores foram convocados nas 32 seleções, sendo 96 goleiros.

## Amistosos prévios
Todas as seleções marcaram amistosos preparatórios antes da Copa. Algumas seleções jogaram amistosos oficiais e outras optaram por jogos treino.

## Arbitragem
Em março de 2013, a FIFA emitiu uma lista com 52 possíveis nomes de árbitros, mais um par de assistentes para cada um, de todas as seis confederações do mundo.  Em 14 de janeiro de 2014, foi revelada a lista final, com 25 trios de arbitragem e oito duplas de árbitros de apoio, de 43 países diferentes.
| Confederação | Árbitro                 | Assistente               | Assistente                | Apoio (árbitro/assistente)                                |
| ------------ | ----------------------- | ------------------------ | ------------------------- | --------------------------------------------------------- |
| AFC          | Ravshan Irmatov         | Abdukhamidullo Rasulov   | Bahadyr Kochkarov         | Alireza Faghani / Hassan Kamranifar                       |
| AFC          | Yuichi Nishimura        | Toru Sagara              | Toshiyuki Nagi            | Alireza Faghani / Hassan Kamranifar                       |
| AFC          | Nawaf Shukralla         | Yaser Tulefat            | Ebrahim Saleh             | Alireza Faghani / Hassan Kamranifar                       |
| AFC          | Benjamin Williams       | Matthew Cream            | Hakan Anaz                | Alireza Faghani / Hassan Kamranifar                       |
| CAF          | Noumandiez Doué         | Songuifolo Yeo           | Jean-Claude Birumushahu   | Néant Alioum / Djibril Camara Daniel Bennett / Aden Marwa |
| CAF          | Bakary Gassama          | Evarist Menkouande       | Félicien Kabanda          | Néant Alioum / Djibril Camara Daniel Bennett / Aden Marwa |
| CAF          | Djamel Haimoudi         | Abdelhalk Etchiali       | Redouane Achik            | Néant Alioum / Djibril Camara Daniel Bennett / Aden Marwa |
| CONCACAF     | Joel Aguilar            | William Torres           | Juan Zumba                | Roberto Moreno / Eric Boria Walter López / Leonel Leal    |
| CONCACAF     | Mark Geiger             | Mark Hurd                | Joe Fletcher              | Roberto Moreno / Eric Boria Walter López / Leonel Leal    |
| CONCACAF     | Marco Rodríguez         | Marvin Torrentera        | Marcos Quintero           | Roberto Moreno / Eric Boria Walter López / Leonel Leal    |
| CONMEBOL     | Néstor Pitana           | Hernán Maidana           | Juan Pablo Belatti        | Víctor Carrillo / Rodney Aquino                           |
| CONMEBOL     | Sandro Ricci            | Emerson de Carvalho      | Marcelo Van Gasse         | Víctor Carrillo / Rodney Aquino                           |
| CONMEBOL     | Enrique Osses           | Carlos Astroza           | Sergio Román              | Víctor Carrillo / Rodney Aquino                           |
| CONMEBOL     | Wilmar Roldán           | Humberto Clavijo         | Eduardo Díaz              | Víctor Carrillo / Rodney Aquino                           |
| CONMEBOL     | Carlos Vera             | Christian Lescano        | Byron Romero              | Víctor Carrillo / Rodney Aquino                           |
| OFC          | Peter O'Leary           | Jan-Hendrik Hintz        | Mark Rule                 | Norbert Hauata                                            |
| UEFA         | Felix Brych             | Stefan Lupp              | Mark Borsch               | Svein Oddvar Moen / Kim Haglund                           |
| UEFA         | Cüneyt Çakır            | Bahattin Duran           | Tarık Ongun               | Svein Oddvar Moen / Kim Haglund                           |
| UEFA         | Jonas Eriksson          | Mathias Clasenius        | Daniel Wärnmark           | Svein Oddvar Moen / Kim Haglund                           |
| UEFA         | Björn Kuipers           | Sander van Roekel        | Erwin Zeinstra            | Svein Oddvar Moen / Kim Haglund                           |
| UEFA         | Milorad Mažić           | Milovan Ristić           | Dalibor Djurdjević        | Svein Oddvar Moen / Kim Haglund                           |
| UEFA         | Pedro Proença           | Bertino Miranda          | Tiago Trigo               | Svein Oddvar Moen / Kim Haglund                           |
| UEFA         | Nicola Rizzoli          | Renato Faverani          | Andrea Stefani            | Svein Oddvar Moen / Kim Haglund                           |
| UEFA         | Carlos Velasco Carballo | Roberto Alonso Fernández | Juan Carlos Yuste Jiménez | Svein Oddvar Moen / Kim Haglund                           |
| UEFA         | Howard Webb             | Mike Mullarkey           | Darren Cann               | Svein Oddvar Moen / Kim Haglund                           |

## Fase de grupos

### Cerimônia de sorteio

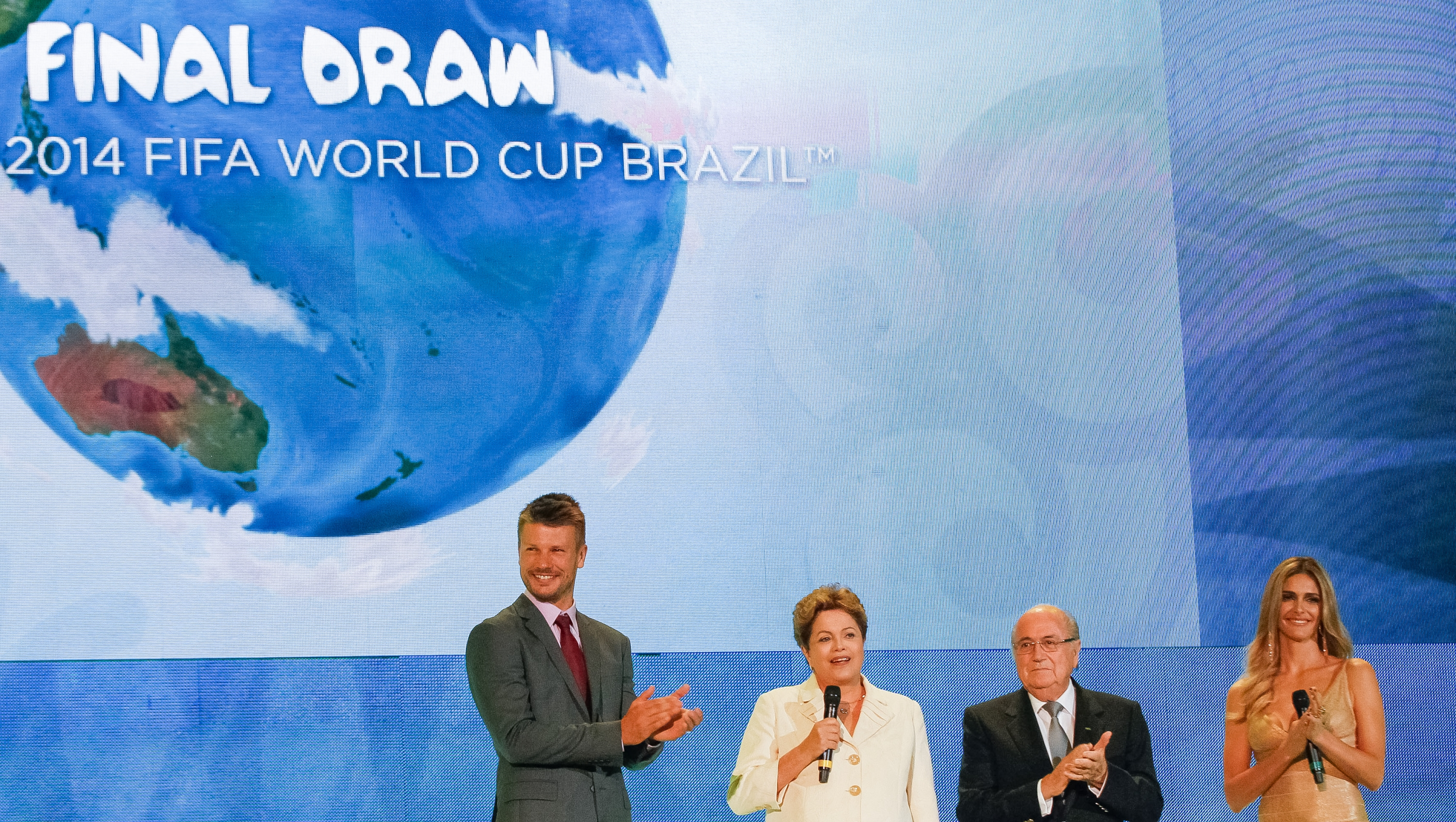
Início da cerimônia de sorteio dos grupos da Copa do Mundo

Em 28 de junho de 2012, o secretário-geral da FIFA, Jérôme Valcke anunciou em reunião com Conselho Organizador Local (COL), a FIFA e o governo brasileiro em Brasília,  que o sorteio dos grupos da Copa do Mundo seria feito no resort da Costa do Sauipe em Mata de São João no litoral norte da Bahia em 6 de dezembro de 2013. Os 32 times classificados foram distribuídos em quatro potes. No pote 1, dos cabeças de chave, estiveram o Brasil e as sete equipes mais elevadas no Ranking Mundial da FIFA em outubro de 2013 (evitando dar uma vantagem aos que ainda jogariam as eliminatórias em novembro).
A cerimônia foi realizada em 6 de dezembro e começou com a homenagem ao ex-presidente da África do Sul Nelson Mandela, sendo exibido um rápido vídeo com imagens de Mandela na Copa de 2010 e, depois, foi respeitado um minuto de silêncio.
A presidente Dilma Rousseff, em seu discurso, enalteceu a tradição do futebol brasileiro. Citou que o país é o único a ter participado de todas as edições da Copa de Mundo e o único com cinco títulos mundiais. Citou Pelé, Ronaldo, o treinador Luiz Felipe Scolari e o coordenador Carlos Alberto Parreira, porém cometeu alguns deslizes ao afirmar que seria a primeira edição com a participação de todos os ex-campeões (o que aconteceu nas edições de 2010 — com os sete campeões até então — em 1986 e em 1990; nesta edição tivemos a participação de oito campeões, esse sim fato inédito) e "rebaixou" Parreira a auxiliar de Felipão.
| “ | Essa será a Copa das Copas, uma Copa para ninguém esquecer. Os visitantes terão a oportunidade de conhecer o Brasil, um país multicultural e empreendedor. Um Brasil que enfrentou o desafio de acabar com a miséria e criar oportunidades para todos. Será uma grande Copa. (...) Temos uma nova seleção forte, cheia de novos craques geniais. Tenho muita razão para estar otimista, como torcedora, com a Seleção. | ” |
|   | — A presidente Dilma Rousseff no seu discurso. |   |

A seguir, o presidente da FIFA, Joseph Blatter, endossou o discurso nacionalista de Dilma e falou que já era momento da Copa voltar ao Brasil (fato ocorrido na edição de 1950).
| “ | Era mais do que hora de a Copa do Mundo voltar para o Brasil, que organizou pela última (e única) vez em 1950. De lá para cá, a seleção brasileira ganhou cinco vezes. É justo com esse país multicultural, que vive muito o futebol. É muito bom voltar aqui. Por isso, vamos dar ao futebol o seu devido valor, no campo e fora dele. Nós temos lembrar que esse grande humanista (Nelson Mandela) disse que o esporte serve para conectar as pessoas. Eu quero fazer um apelo ao povo brasileiro: vamos todos juntos, porque essa Copa do Mundo é para vocês. | ” |
|   | — Joseph Blatter. |   |

Depois foi a vez dos shows de Alcione, Emicida, Vanessa da Mata, Alexandre Pires e uma apresentação da Companhia de Dança Deborah Colker.
O sorteio dos grupos foi coordenado pelo secretário-geral da FIFA, Jérôme Valcke. Após o sorteio, a cantora Margareth Menezes encerrou a cerimônia.
|  | Equipes classificadas para as oitavas de final |
|  | Equipes eliminadas na primeira fase            |

| Pos | Equipe     | Pts | J | V | E | D | GP | GC | SG | Classificado      |
| --- | ---------- | --- | - | - | - | - | -- | -- | -- | ----------------- |
| 1   | Brasil (H) | 7   | 3 | 2 | 1 | 0 | 7  | 2  | +5 | Fase eliminatória |
| 2   | México     | 7   | 3 | 2 | 1 | 0 | 4  | 1  | +3 | Fase eliminatória |
| 3   | Croácia    | 3   | 3 | 1 | 0 | 2 | 6  | 6  | 0  | Eliminado         |
| 4   | Camarões   | 0   | 3 | 0 | 0 | 3 | 1  | 9  | −8 | Eliminado         |

| 12 de junho |       |          |           |
| Brasil      | 3 – 1 | Croácia  | São Paulo |
| 13 de junho |       |          |           |
| México      | 1 – 0 | Camarões | Natal     |
| 17 de junho |       |          |           |
| Brasil      | 0 – 0 | México   | Fortaleza |
| 18 de junho |       |          |           |
| Camarões    | 0 – 4 | Croácia  | Manaus    |
| 23 de junho |       |          |           |
| Camarões    | 1 – 4 | Brasil   | Brasília  |
| Croácia     | 1 – 3 | México   | Recife    |

| Pos | Equipe        | Pts | J | V | E | D | GP | GC | SG | Classificado      |
| --- | ------------- | --- | - | - | - | - | -- | -- | -- | ----------------- |
| 1   | Países Baixos | 9   | 3 | 3 | 0 | 0 | 10 | 3  | +7 | Fase eliminatória |
| 2   | Chile         | 6   | 3 | 2 | 0 | 1 | 5  | 3  | +2 | Fase eliminatória |
| 3   | Espanha       | 3   | 3 | 1 | 0 | 2 | 4  | 7  | −3 | Eliminado         |
| 4   | Austrália     | 0   | 3 | 0 | 0 | 3 | 3  | 9  | −6 | Eliminado         |

| 13 de junho   |       |               |                |
| Espanha       | 1 – 5 | Países Baixos | Salvador       |
| Chile         | 3 – 1 | Austrália     | Cuiabá         |
| 18 de junho   |       |               |                |
| Austrália     | 2 – 3 | Países Baixos | Porto Alegre   |
| Espanha       | 0 – 2 | Chile         | Rio de Janeiro |
| 23 de junho   |       |               |                |
| Austrália     | 0 – 3 | Espanha       | Curitiba       |
| Países Baixos | 2 – 0 | Chile         | São Paulo      |

| Pos | Equipe          | Pts | J | V | E | D | GP | GC | SG | Classificado      |
| --- | --------------- | --- | - | - | - | - | -- | -- | -- | ----------------- |
| 1   | Colômbia        | 9   | 3 | 3 | 0 | 0 | 9  | 2  | +7 | Fase eliminatória |
| 2   | Grécia          | 4   | 3 | 1 | 1 | 1 | 2  | 4  | −2 | Fase eliminatória |
| 3   | Costa do Marfim | 3   | 3 | 1 | 0 | 2 | 4  | 5  | −1 | Eliminado         |
| 4   | Japão           | 1   | 3 | 0 | 1 | 2 | 2  | 6  | −4 | Eliminado         |

| 14 de junho     |       |                 |                |
| Colômbia        | 3 – 0 | Grécia          | Belo Horizonte |
| Costa do Marfim | 2 – 1 | Japão           | Recife         |
| 19 de junho     |       |                 |                |
| Colômbia        | 2 – 1 | Costa do Marfim | Brasília       |
| Japão           | 0 – 0 | Grécia          | Natal          |
| 24 de junho     |       |                 |                |
| Japão           | 1 – 4 | Colômbia        | Cuiabá         |
| Grécia          | 2 – 1 | Costa do Marfim | Fortaleza      |

| Pos | Equipe     | Pts | J | V | E | D | GP | GC | SG | Classificado      |
| --- | ---------- | --- | - | - | - | - | -- | -- | -- | ----------------- |
| 1   | Costa Rica | 7   | 3 | 2 | 1 | 0 | 4  | 1  | +3 | Fase eliminatória |
| 2   | Uruguai    | 6   | 3 | 2 | 0 | 1 | 4  | 4  | 0  | Fase eliminatória |
| 3   | Itália     | 3   | 3 | 1 | 0 | 2 | 2  | 3  | −1 | Eliminado         |
| 4   | Inglaterra | 1   | 3 | 0 | 1 | 2 | 2  | 4  | −2 | Eliminado         |

| 14 de junho |       |            |                |
| Uruguai     | 1 – 3 | Costa Rica | Fortaleza      |
| Inglaterra  | 1 – 2 | Itália     | Manaus         |
| 19 de junho |       |            |                |
| Uruguai     | 2 – 1 | Inglaterra | São Paulo      |
| 20 de junho |       |            |                |
| Itália      | 0 – 1 | Costa Rica | Recife         |
| 24 de junho |       |            |                |
| Itália      | 0 – 1 | Uruguai    | Natal          |
| Costa Rica  | 0 – 0 | Inglaterra | Belo Horizonte |

| Pos | Equipe   | Pts | J | V | E | D | GP | GC | SG | Classificado      |
| --- | -------- | --- | - | - | - | - | -- | -- | -- | ----------------- |
| 1   | França   | 7   | 3 | 2 | 1 | 0 | 8  | 2  | +6 | Fase eliminatória |
| 2   | Suíça    | 6   | 3 | 2 | 0 | 1 | 7  | 6  | +1 | Fase eliminatória |
| 3   | Equador  | 4   | 3 | 1 | 1 | 1 | 3  | 3  | 0  | Eliminado         |
| 4   | Honduras | 0   | 3 | 0 | 0 | 3 | 1  | 8  | −7 | Eliminado         |

| 15 de junho |       |          |                |
| Suíça       | 2 – 1 | Equador  | Brasília       |
| França      | 3 – 0 | Honduras | Porto Alegre   |
| 20 de junho |       |          |                |
| Suíça       | 2 – 5 | França   | Salvador       |
| Honduras    | 1 – 2 | Equador  | Curitiba       |
| 25 de junho |       |          |                |
| Honduras    | 0 – 3 | Suíça    | Manaus         |
| Equador     | 0 – 0 | França   | Rio de Janeiro |

| Pos | Equipe               | Pts | J | V | E | D | GP | GC | SG | Classificado      |
| --- | -------------------- | --- | - | - | - | - | -- | -- | -- | ----------------- |
| 1   | Argentina            | 9   | 3 | 3 | 0 | 0 | 6  | 3  | +3 | Fase eliminatória |
| 2   | Nigéria              | 4   | 3 | 1 | 1 | 1 | 3  | 3  | 0  | Fase eliminatória |
| 3   | Bósnia e Herzegovina | 3   | 3 | 1 | 0 | 2 | 4  | 4  | 0  | Eliminado         |
| 4   | Irã                  | 1   | 3 | 0 | 1 | 2 | 1  | 4  | −3 | Eliminado         |

| 15 de junho          |       |                      |                |
| Argentina            | 2 – 1 | Bósnia e Herzegovina | Rio de Janeiro |
| 16 de junho          |       |                      |                |
| Irã                  | 0 – 0 | Nigéria              | Curitiba       |
| 21 de junho          |       |                      |                |
| Argentina            | 1 – 0 | Irã                  | Belo Horizonte |
| Nigéria              | 1 – 0 | Bósnia e Herzegovina | Cuiabá         |
| 25 de junho          |       |                      |                |
| Nigéria              | 2 – 3 | Argentina            | Porto Alegre   |
| Bósnia e Herzegovina | 3 – 1 | Irã                  | Salvador       |

| Pos | Equipe         | Pts | J | V | E | D | GP | GC | SG | Classificado      |
| --- | -------------- | --- | - | - | - | - | -- | -- | -- | ----------------- |
| 1   | Alemanha       | 7   | 3 | 2 | 1 | 0 | 7  | 2  | +5 | Fase eliminatória |
| 2   | Estados Unidos | 4   | 3 | 1 | 1 | 1 | 4  | 4  | 0  | Fase eliminatória |
| 3   | Portugal       | 4   | 3 | 1 | 1 | 1 | 4  | 7  | −3 | Eliminado         |
| 4   | Gana           | 1   | 3 | 0 | 1 | 2 | 4  | 6  | −2 | Eliminado         |

| 16 de junho    |       |                |           |
| Alemanha       | 4 – 0 | Portugal       | Salvador  |
| Gana           | 1 – 2 | Estados Unidos | Natal     |
| 21 de junho    |       |                |           |
| Alemanha       | 2 – 2 | Gana           | Fortaleza |
| 22 de junho    |       |                |           |
| Estados Unidos | 2 – 2 | Portugal       | Manaus    |
| 26 de junho    |       |                |           |
| Estados Unidos | 0 – 1 | Alemanha       | Recife    |
| Portugal       | 2 – 1 | Gana           | Brasília  |

| Pos | Equipe        | Pts | J | V | E | D | GP | GC | SG | Classificado      |
| --- | ------------- | --- | - | - | - | - | -- | -- | -- | ----------------- |
| 1   | Bélgica       | 9   | 3 | 3 | 0 | 0 | 4  | 1  | +3 | Fase eliminatória |
| 2   | Argélia       | 4   | 3 | 1 | 1 | 1 | 6  | 5  | +1 | Fase eliminatória |
| 3   | Rússia        | 2   | 3 | 0 | 2 | 1 | 2  | 3  | −1 | Eliminado         |
| 4   | Coreia do Sul | 1   | 3 | 0 | 1 | 2 | 3  | 6  | −3 | Eliminado         |

| 17 de junho   |       |               |                |
| Bélgica       | 2 – 1 | Argélia       | Belo Horizonte |
| Rússia        | 1 – 1 | Coreia do Sul | Cuiabá         |
| 22 de junho   |       |               |                |
| Bélgica       | 1 – 0 | Rússia        | Rio de Janeiro |
| Coreia do Sul | 2 – 4 | Argélia       | Porto Alegre   |
| 26 de junho   |       |               |                |
| Coreia do Sul | 0 – 1 | Bélgica       | São Paulo      |
| Argélia       | 1 – 1 | Rússia        | Curitiba       |

## Fase final

### Esquema
|  | Oitavas de final             | Oitavas de final            |                              |       | Quartas de final | Quartas de final |                        |                        | Semifinais | Semifinais |  |  | Final | Final |
|  |                              |                             |                              |       |                  |                  |                        |                        |            |            |  |  |       |       |
|  | 28 de junho – Belo Horizonte |                             |                              |       |                  |                  |                        |                        |            |            |  |  |       |       |
|  |                              |                             |                              |       |                  |                  |                        |                        |            |            |  |  |       |       |
|  | Brasil (pen)                 | 1 (3)                       |                              |       |                  |                  |                        |                        |            |            |  |  |       |       |
|  | Brasil (pen)                 | 1 (3)                       | 4 de julho – Fortaleza       |       |                  |                  |                        |                        |            |            |  |  |       |       |
|  | Chile                        | 1 (2)                       |                              |       |                  |                  |                        |                        |            |            |  |  |       |       |
|  | Chile                        | 1 (2)                       | Brasil                       | 2     |                  |                  |                        |                        |            |            |  |  |       |       |
|  | 28 de junho – Rio de Janeiro |                             | Brasil                       | 2     |                  |                  |                        |                        |            |            |  |  |       |       |
|  |                              | Colômbia                    | 1                            |       |                  |                  |                        |                        |            |            |  |  |       |       |
|  | Colômbia                     | Colômbia                    | 1                            | 2     |                  |                  |                        |                        |            |            |  |  |       |       |
|  | Colômbia                     |                             | 8 de julho – Belo Horizonte  | 2     |                  |                  |                        |                        |            |            |  |  |       |       |
|  | Uruguai                      | 0                           |                              |       |                  |                  |                        |                        |            |            |  |  |       |       |
|  | Uruguai                      | 0                           | Brasil                       | 1     |                  |                  |                        |                        |            |            |  |  |       |       |
|  | 30 de junho – Brasília       |                             | Brasil                       | 1     |                  |                  |                        |                        |            |            |  |  |       |       |
|  |                              | Alemanha                    | 7                            |       |                  |                  |                        |                        |            |            |  |  |       |       |
|  | França                       | Alemanha                    | 7                            | 2     |                  |                  |                        |                        |            |            |  |  |       |       |
|  | França                       | 4 de julho – Rio de Janeiro |                              | 2     |                  |                  |                        |                        |            |            |  |  |       |       |
|  | Nigéria                      | 0                           |                              |       |                  |                  |                        |                        |            |            |  |  |       |       |
|  | Nigéria                      | 0                           | França                       | 0     |                  |                  |                        |                        |            |            |  |  |       |       |
|  | 30 de junho – Porto Alegre   |                             | França                       | 0     |                  |                  |                        |                        |            |            |  |  |       |       |
|  |                              | Alemanha                    | 1                            |       |                  |                  |                        |                        |            |            |  |  |       |       |
|  | Alemanha (pro)               | Alemanha                    | 1                            | 2     |                  |                  |                        |                        |            |            |  |  |       |       |
|  | Alemanha (pro)               |                             | 13 de julho – Rio de Janeiro | 2     |                  |                  |                        |                        |            |            |  |  |       |       |
|  | Argélia                      | 1                           |                              |       |                  |                  |                        |                        |            |            |  |  |       |       |
|  | Argélia                      | 1                           | Alemanha (pro)               | 1     |                  |                  |                        |                        |            |            |  |  |       |       |
|  | 29 de junho – Fortaleza      |                             | Alemanha (pro)               | 1     |                  |                  |                        |                        |            |            |  |  |       |       |
|  |                              | Argentina                   | 0                            |       |                  |                  |                        |                        |            |            |  |  |       |       |
|  | Países Baixos                | Argentina                   | 0                            | 2     |                  |                  |                        |                        |            |            |  |  |       |       |
|  | Países Baixos                | 5 de julho – Salvador       |                              | 2     |                  |                  |                        |                        |            |            |  |  |       |       |
|  | México                       | 1                           |                              |       |                  |                  |                        |                        |            |            |  |  |       |       |
|  | México                       | 1                           | Países Baixos (pen)          | 0 (4) |                  |                  |                        |                        |            |            |  |  |       |       |
|  | 29 de junho – Recife         |                             | Países Baixos (pen)          | 0 (4) |                  |                  |                        |                        |            |            |  |  |       |       |
|  |                              | Costa Rica                  | 0 (3)                        |       |                  |                  |                        |                        |            |            |  |  |       |       |
|  | Costa Rica (pen)             | Costa Rica                  | 0 (3)                        | 1 (5) |                  |                  |                        |                        |            |            |  |  |       |       |
|  | Costa Rica (pen)             |                             | 9 de julho – São Paulo       | 1 (5) |                  |                  |                        |                        |            |            |  |  |       |       |
|  | Grécia                       | 1 (3)                       |                              |       |                  |                  |                        |                        |            |            |  |  |       |       |
|  | Grécia                       | 1 (3)                       | Países Baixos                | 0 (2) |                  |                  |                        |                        |            |            |  |  |       |       |
|  | 1 de julho – São Paulo       |                             | Países Baixos                | 0 (2) |                  |                  |                        |                        |            |            |  |  |       |       |
|  |                              | Argentina (pen)             | 0 (4)                        |       | Terceiro lugar   | Terceiro lugar   |                        |                        |            |            |  |  |       |       |
|  | Argentina (pro)              | Argentina (pen)             | 0 (4)                        | 1     | Terceiro lugar   | Terceiro lugar   |                        |                        |            |            |  |  |       |       |
|  | Argentina (pro)              | 5 de julho – Brasília       | 5 de julho – Brasília        | 1     |                  |                  | 12 de julho – Brasília | 12 de julho – Brasília |            |            |  |  |       |       |
|  | Suíça                        | 5 de julho – Brasília       | 5 de julho – Brasília        | 0     |                  |                  | 12 de julho – Brasília | 12 de julho – Brasília |            |            |  |  |       |       |
|  | Suíça                        | Argentina                   | 1                            | 0     | Brasil           | 0                |                        |                        |            |            |  |  |       |       |
|  | 1 de julho – Salvador        | Argentina                   | 1                            |       | Brasil           | 0                |                        |                        |            |            |  |  |       |       |
|  |                              | Bélgica                     | 0                            |       | Países Baixos    | 3                |                        |                        |            |            |  |  |       |       |
|  | Bélgica (pro)                | Bélgica                     | 0                            | 2     | Países Baixos    | 3                |                        |                        |            |            |  |  |       |       |
|  | Bélgica (pro)                |                             |                              | 2     |                  |                  |                        |                        |            |            |  |  |       |       |
|  | Estados Unidos               | 1                           |                              |       |                  |                  |                        |                        |            |            |  |  |       |       |
|  | Estados Unidos               | 1                           |                              |       |                  |                  |                        |                        |            |            |  |  |       |       |

### Oitavas de final
| 28 de junho | Brasil         | 1 – 1 (pro) | Chile       | Estádio Mineirão, Belo Horizonte         |
| 13:00       | David Luiz 18' | Relatório   | Sánchez 32' | Público: 57 714 Árbitro: ENG Howard Webb |

|                                        |       | Penalidades                        |  |
| David Luiz Willian Marcelo Hulk Neymar | 3 – 2 | Pinilla Sánchez Aránguiz Díaz Jara |  |

| 28 de junho | Colômbia           | 2 – 0     | Uruguai | Maracanã, Rio de Janeiro                   |
| 17:00       | Rodríguez 28', 50' | Relatório |         | Público: 73 804 Árbitro: NED Björn Kuipers |

| 29 de junho | Países Baixos                         | 2 – 1     | México         | Estádio Castelão, Fortaleza                |
| 13:00       | Sneijder 88' · Huntelaar 90+4' (pen.) | Relatório | dos Santos 48' | Público: 58 817 Árbitro: POR Pedro Proença |

| 29 de junho | Costa Rica | 1 – 1 (pro) | Grécia                 | Arena Pernambuco, Recife                       |
| 17:00       | Ruiz 52'   | Relatório   | Papastathopoulos 90+1' | Público: 41 242 Árbitro: AUS Benjamin Williams |

|                                     |       | Penalidades                                |  |
| Borges Ruiz González Campbell Umaña | 5 – 3 | Mitroglou Christodoulopoulos Holebas Gekas |  |

| 30 de junho | França                 | 2 – 0     | Nigéria | Estádio Nacional, Brasília               |
| 13:00       | Pogba 79' · Yobo 90+2' | Relatório |         | Público: 67 882 Árbitro: USA Mark Geiger |

| 30 de junho | Alemanha                 | 2 – 1 (pro) | Argélia       | Estádio Beira-Rio, Porto Alegre           |
| 17:00       | Schürrle 92' · Özil 120' | Relatório   | Djabou 120+1' | Público: 43 063 Árbitro: BRA Sandro Ricci |

| 1 de julho | Argentina     | 1 – 0 (pro) | Suíça | Arena de São Paulo, São Paulo               |
| 13:00      | Di María 118' | Relatório   |       | Público: 63 255 Árbitro: SWE Jonas Eriksson |

| 1 de julho | Bélgica                     | 2 – 1 (pro) | Estados Unidos | Arena Fonte Nova, Salvador                   |
| 17:00      | De Bruyne 93' · Lukaku 105' | Relatório   | Green 107'     | Público: 51 227 Árbitro: ALG Djamel Haimoudi |

### Quartas de final
| 4 de julho | França | 0 – 1     | Alemanha    | Estádio do Maracanã, Rio de Janeiro        |
| 13:00      |        | Relatório | Hummels 13' | Público: 74 240 Árbitro: ARG Néstor Pitana |

| 4 de julho | Brasil                           | 2 – 1     | Colômbia             | Estádio Castelão, Fortaleza                          |
| 17:00      | Thiago Silva 7' · David Luiz 69' | Relatório | Rodríguez 80' (pen.) | Público: 60 342 Árbitro: ESP Carlos Velasco Carballo |

| 5 de julho | Argentina  | 1 – 0     | Bélgica | Estádio Nacional, Brasília                  |
| 13:00      | Higuaín 8' | Relatório |         | Público: 68 551 Árbitro: ITA Nicola Rizzoli |

| 5 de julho | Países Baixos | 0 – 0 (pro) | Costa Rica | Arena Fonte Nova, Salvador                   |
| 17:00      |               | Relatório   |            | Público: 51 179 Árbitro: UZB Ravshan Irmatov |

|                                 |       | Penalidades                        |  |
| Van Persie Robben Sneijder Kuyt | 4 – 3 | Borges Ruiz González Bolaños Umaña |  |

### Semi-finais
Mineiraço

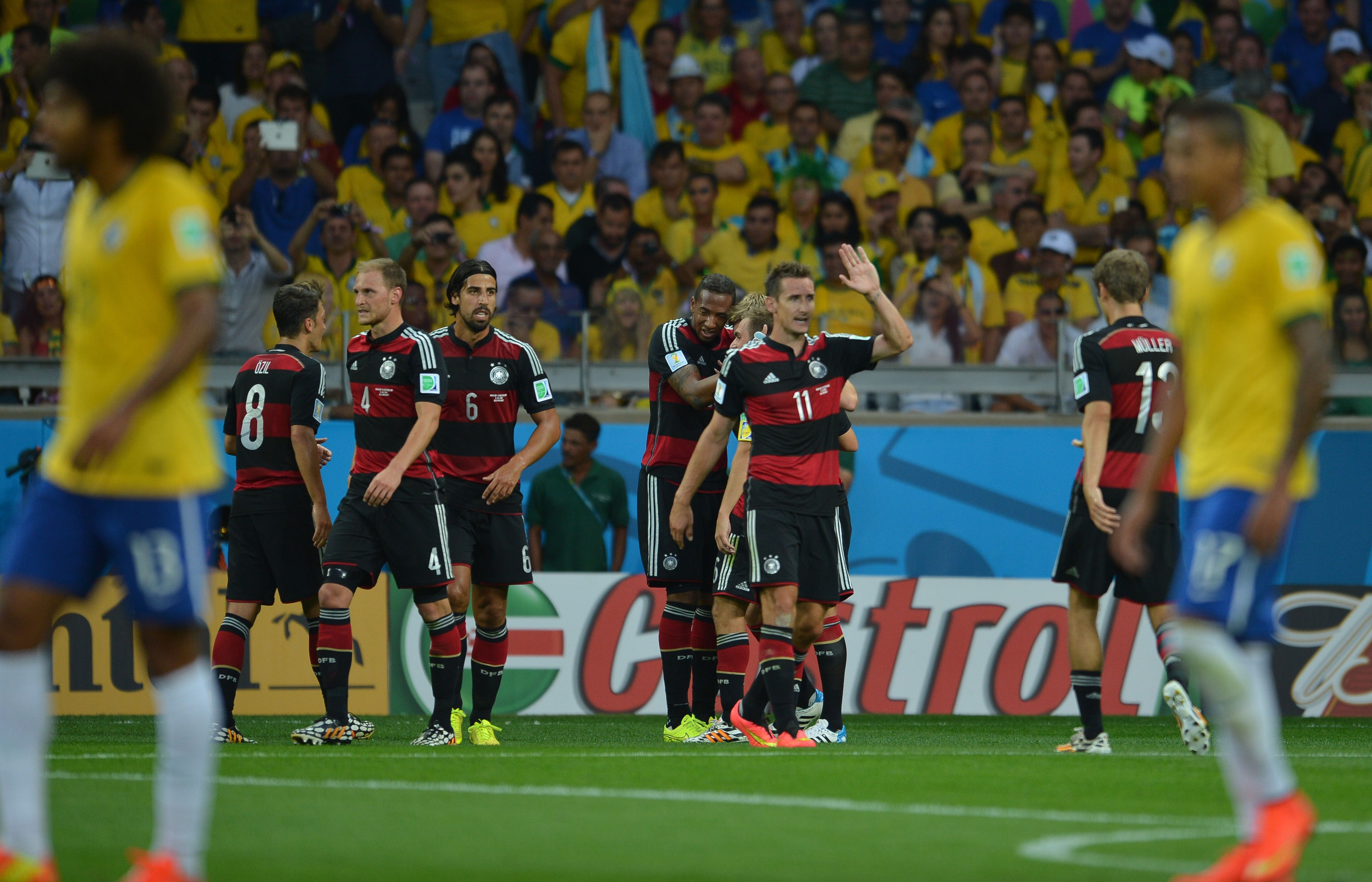
Jogadores do Brasil e da Alemanha durante a partida que acabou conhecida como "Mineiraço".

O jogo das semifinais entre Brasil e Alemanha, realizado no dia 8 de julho, ficou marcado pela esmagadora derrota sofrida pela Seleção Brasileira de Futebol contra a Seleção Alemã de Futebol. A vitória alemã, por expressivos 7–1, é considerada um dos resultados mais notáveis da história do futebol.
A partida ocorreu no estádio do Mineirão, em Belo Horizonte, e o termo Mineiraço surgiu por comparação com o Maracanaço, o outro desastre da Seleção Brasileira de Futebol na Copa de 1950 no Brasil. Foi a maior derrota sofrida pelo Brasil, juntamente com a derrota de 6–0 contra o Uruguai no Campeonato Sul-Americano de 1920.
Foi a pior derrota da história do Brasil em Copas. A anterior havia sido de 3–0, para a França, na final da Copa de 1998. Foi a pior derrota de um anfitrião em todos os mundiais, superando um 5–2 imposto pelo próprio Brasil, contra a Suécia, pela decisão da Copa de 1958. Desde a Copa de 1974, um time não marcava cinco gols no primeiro tempo de um jogo de Copa (Iugoslávia 9–0 Zaire e Haiti 0–7 Polônia).
| 8 de julho | Brasil    | 1 – 7     | Alemanha                                                                  | Estádio Mineirão, Belo Horizonte             |
| 17:00      | Oscar 90' | Relatório | Müller 11' · Klose 23' · Kroos 24', 26' · Khedira 29' · Schürrle 69', 79' | Público: 58 141 Árbitro: MEX Marco Rodríguez |

| 9 de julho | Países Baixos | 0 – 0 (pro) | Argentina | Arena de São Paulo, São Paulo             |
| 17:00      |               | Relatório   |           | Público: 63 267 Árbitro: TUR Cüneyt Çakır |

|                            |       | Penalidades                  |  |
| Vlaar Robben Sneijder Kuyt | 2 – 4 | Messi Garay Agüero Rodríguez |  |

### Terceiro-Lugar
| 12 de julho | Brasil | 0 – 3     | Países Baixos                                      | Estádio Nacional, Brasília                   |
| 17:00       |        | Relatório | Van Persie 3' (pen.) · Blind 17' · Wijnaldum 90+1' | Público: 68 034 Árbitro: ALG Djamel Haimoudi |

### Final
| 13 de julho   | Alemanha   | 1 – 0 (pro) | Argentina | Estádio do Maracanã, Rio de Janeiro         |
| 16:00 (UTC−3) | Götze 113' | Relatório   |           | Público: 74 738 Árbitro: ITA Nicola Rizzoli |

| Alemanha | Argentina |

## Estatísticas

### Artilharia
6 gols (1)
- COL James Rodríguez

5 gols (2)
- GER Thomas Müller

4 gols (3)
- ARG Lionel Messi
- BRA Neymar
- NED Robin van Persie

3 gols (5)
- ECU Enner Valencia
- FRA Karim Benzema
- GER André Schürrle
- NED Arjen Robben
- SUI Xherdan Shaqiri

2 gols (22)
- ALG Abdelmoumene Djabou
- ALG Islam Slimani
- AUS Tim Cahill
- BRA David Luiz
- BRA Oscar
- CHI Alexis Sánchez
- COL Jackson Martínez
- CIV Gervinho
- CIV Wilfried Bony
- CRC Bryan Ruiz
- CRO Ivan Perišić
- CRO Mario Mandžukić
- GER Mario Götze
- GER Mats Hummels
- GER Miroslav Klose
- GER Toni Kroos
- GHA André Ayew
- GHA Asamoah Gyan
- NED Memphis Depay
- NGA Ahmed Musa
- URU Luis Suárez
- USA Clint Dempsey

1 gol (84)
- ALG Rafik Halliche
- ALG Sofiane Feghouli
- ALG Yacine Brahimi
- ARG Ángel Di María
- ARG Gonzalo Higuaín
- ARG Marcos Rojo
- AUS Mile Jedinak
- BEL Divock Origi
- BEL Dries Mertens
- BEL Jan Vertonghen
- BEL Kevin De Bruyne
- BEL Marouane Fellaini
- BEL Romelu Lukaku
- BIH Avdija Vršajević
- BIH Edin Džeko
- BIH Miralem Pjanić
- BIH Vedad Ibišević
- BRA Fernandinho
- BRA Fred
- BRA Thiago Silva
- CHI Charles Aránguiz
- CHI Eduardo Vargas
- CHI Jean Beausejour
- CHI Jorge Valdivia
- CMR Joël Matip
- COL Juan Cuadrado
- COL Juan Quintero
- COL Pablo Armero
- COL Teófilo Gutiérrez
- CRC Joel Campbell
- CRC Marco Ureña
- CRC Óscar Duarte
- CRO Ivica Olić
- ENG Daniel Sturridge
- ENG Wayne Rooney
- ESP David Villa
- ESP Fernando Torres
- ESP Juan Mata
- ESP Xabi Alonso
- FRA Blaise Matuidi
- FRA Mathieu Valbuena
- FRA Moussa Sissoko
- FRA Olivier Giroud
- FRA Paul Pogba
- GER Mesut Özil
- GER Sami Khedira
- GRE Andreas Samaris
- GRE Georgios Samaras
- GRE Sokratis Papastathopoulos
- HON Carlo Costly
- IRN Reza Ghoochannejhad
- ITA Claudio Marchisio
- ITA Mario Balotelli
- JPN Keisuke Honda
- JPN Shinji Okazaki
- KOR Koo Ja-cheol
- KOR Lee Keun-ho
- KOR Son Heung-min
- MEX Andrés Guardado
- MEX Giovani dos Santos
- MEX Javier Hernández
- MEX Oribe Peralta
- MEX Rafael Márquez
- NED Daley Blind
- NED Georginio Wijnaldum
- NED Klaas-Jan Huntelaar
- NED Leroy Fer
- NED Stefan de Vrij
- NED Wesley Sneijder
- NGA Peter Odemwingie
- POR Cristiano Ronaldo
- POR Nani
- POR Silvestre Varela
- RUS Aleksandr Kokorin
- RUS Aleksandr Kerjakov
- SUI Admir Mehmedi
- SUI Blerim Džemaili
- SUI Granit Xhaka
- SUI Haris Seferović
- URU Diego Godín
- URU Edinson Cavani
- USA Jermaine Jones
- USA John Brooks
- USA Julian Green

Gols contra (5)
- BIH Sead Kolašinac (para a Argentina)
- BRA Marcelo (para a Croácia)
- GHA John Boye (para Portugal)
- HON Noel Valladares (para a França)
- NGA Joseph Yobo (para a França)

Fontes:

### Classificação final

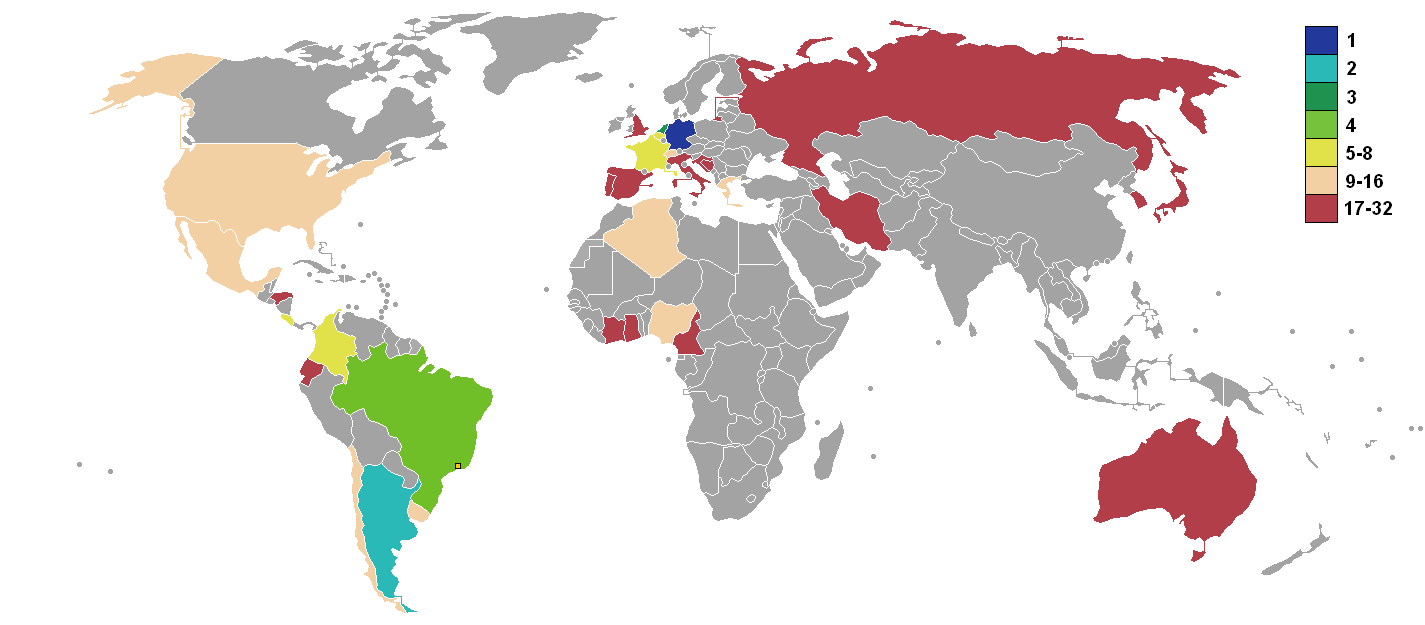
Campeão
Vice-campeão
Terceiro colocado
Quarto colocado
Quartas de final
Oitavas de final
Fase de grupos

A classificação final é determinada através da fase em que a seleção alcançou e a sua pontuação, levando em conta os critérios de desempate.
| Pos.                            | Seleção              | Gr | Pts | J | V | E | D | GP | GC | SG  |
| ------------------------------- | -------------------- | -- | --- | - | - | - | - | -- | -- | --- |
| Final                           |                      |    |     |   |   |   |   |    |    |     |
| 1                               | Alemanha             | G  | 19  | 7 | 6 | 1 | 0 | 18 | 4  | +14 |
| 2                               | Argentina            | F  | 16  | 7 | 5 | 1 | 1 | 8  | 4  | +4  |
| Decisão do 3º e 4º lugares      |                      |    |     |   |   |   |   |    |    |     |
| 3                               | Países Baixos        | B  | 17  | 7 | 5 | 2 | 0 | 15 | 4  | +11 |
| 4                               | Brasil               | A  | 11  | 7 | 3 | 2 | 2 | 11 | 14 | –3  |
| Eliminados nas quartas de final |                      |    |     |   |   |   |   |    |    |     |
| 5                               | Colômbia             | C  | 12  | 5 | 4 | 0 | 1 | 12 | 4  | +8  |
| 6                               | Bélgica              | H  | 12  | 5 | 4 | 0 | 1 | 6  | 3  | +3  |
| 7                               | França               | E  | 10  | 5 | 3 | 1 | 1 | 10 | 3  | +7  |
| 8                               | Costa Rica           | D  | 9   | 5 | 2 | 3 | 0 | 5  | 2  | +3  |
| Eliminados nas oitavas de final |                      |    |     |   |   |   |   |    |    |     |
| 9                               | Chile                | B  | 7   | 4 | 2 | 1 | 1 | 6  | 4  | +2  |
| 10                              | México               | A  | 7   | 4 | 2 | 1 | 1 | 5  | 3  | +2  |
| 11                              | Suíça                | E  | 6   | 4 | 2 | 0 | 2 | 7  | 7  | 0   |
| 12                              | Uruguai              | D  | 6   | 4 | 2 | 0 | 2 | 4  | 6  | –2  |
| 13                              | Grécia               | C  | 5   | 4 | 1 | 2 | 1 | 3  | 5  | –2  |
| 14                              | Argélia              | H  | 4   | 4 | 1 | 1 | 2 | 7  | 7  | 0   |
| 15                              | Estados Unidos       | G  | 4   | 4 | 1 | 1 | 2 | 5  | 6  | –1  |
| 16                              | Nigéria              | F  | 4   | 4 | 1 | 1 | 2 | 3  | 5  | –2  |
| Eliminados na fase de grupos    |                      |    |     |   |   |   |   |    |    |     |
| 17                              | Equador              | E  | 4   | 3 | 1 | 1 | 1 | 3  | 3  | 0   |
| 18                              | Portugal             | G  | 4   | 3 | 1 | 1 | 1 | 4  | 7  | –3  |
| 19                              | Croácia              | A  | 3   | 3 | 1 | 0 | 2 | 6  | 6  | 0   |
| 20                              | Bósnia e Herzegovina | F  | 3   | 3 | 1 | 0 | 2 | 4  | 4  | 0   |
| 21                              | Costa do Marfim      | C  | 3   | 3 | 1 | 0 | 2 | 4  | 5  | –1  |
| 22                              | Itália               | D  | 3   | 3 | 1 | 0 | 2 | 2  | 3  | –1  |
| 23                              | Espanha              | B  | 3   | 3 | 1 | 0 | 2 | 4  | 7  | –3  |
| 24                              | Rússia               | H  | 2   | 3 | 0 | 2 | 1 | 2  | 3  | –1  |
| 25                              | Gana                 | G  | 1   | 3 | 0 | 1 | 2 | 4  | 6  | –2  |
| 26                              | Inglaterra           | D  | 1   | 3 | 0 | 1 | 2 | 2  | 4  | –2  |
| 27                              | Coreia do Sul        | H  | 1   | 3 | 0 | 1 | 2 | 3  | 6  | –3  |
| 28                              | Irã                  | F  | 1   | 3 | 0 | 1 | 2 | 1  | 4  | –3  |
| 29                              | Japão                | C  | 1   | 3 | 0 | 1 | 2 | 2  | 6  | –4  |
| 30                              | Austrália            | B  | 0   | 3 | 0 | 0 | 3 | 3  | 9  | –6  |
| 31                              | Honduras             | E  | 0   | 3 | 0 | 0 | 3 | 1  | 8  | –7  |
| 32                              | Camarões             | A  | 0   | 3 | 0 | 0 | 3 | 1  | 9  | –8  |

### Maiores públicos
Os dez maiores públicos da competição foram:
| Nº | Público | Mandante  | Placar | Visitante            | Estádio             | Cidade         | Data        | Rodada           | Ref.   |
| -- | ------- | --------- | ------ | -------------------- | ------------------- | -------------- | ----------- | ---------------- | ------ |
| 1  | 74 738  | Argentina | 2–1    | Bósnia e Herzegovina | Estádio do Maracanã | Rio de Janeiro | 15 de junho | 1ª – Grupo F     | [ 84 ] |
| 1  | 74 738  | Alemanha  | 1–0    | Argentina            | Estádio do Maracanã | Rio de Janeiro | 13 de julho | Final            | [ 85 ] |
| 3  | 74 240  | França    | 0–1    | Alemanha             | Estádio do Maracanã | Rio de Janeiro | 4 de julho  | Quartas de final | [ 86 ] |
| 4  | 74 101  | Espanha   | 0–2    | Chile                | Estádio do Maracanã | Rio de Janeiro | 18 de junho | 2ª – Grupo B     | [ 87 ] |
| 5  | 73 819  | Bélgica   | 1–0    | Rússia               | Estádio do Maracanã | Rio de Janeiro | 22 de junho | 2ª – Grupo H     | [ 88 ] |
| 6  | 73 804  | Colômbia  | 2–0    | Uruguai              | Estádio do Maracanã | Rio de Janeiro | 28 de junho | Oitavas de final | [ 89 ] |
| 7  | 73 749  | Equador   | 0–0    | França               | Estádio do Maracanã | Rio de Janeiro | 25 de junho | 3ª – Grupo E     | [ 90 ] |
| 8  | 69 112  | Camarões  | 1–4    | Brasil               | Estádio Nacional    | Brasília       | 23 de junho | 3ª – Grupo A     | [ 91 ] |
| 9  | 68 748  | Colômbia  | 2–1    | Costa do Marfim      | Estádio Nacional    | Brasília       | 19 de junho | 2ª – Grupo C     | [ 92 ] |
| 10 | 68 551  | Argentina | 1–0    | Bélgica              | Estádio Nacional    | Brasília       | 5 de julho  | Quartas de final | [ 93 ] |

## Premiações

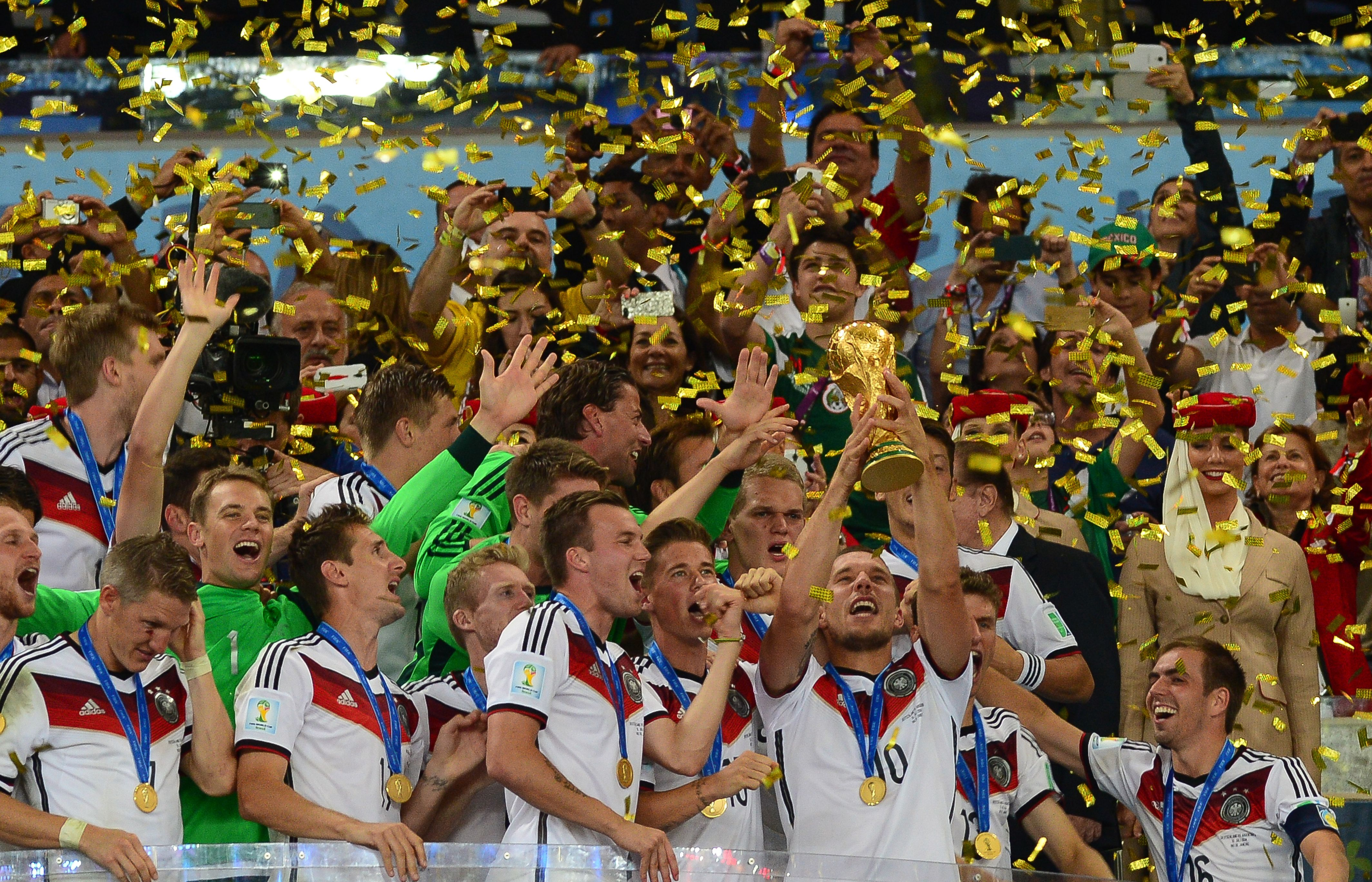
Jogadores da Seleção Alemã de Futebol comemorando o quarto título da equipe em uma Copa do Mundo.

A Federação Internacional de Futebol distribuiu um valor total de 576 milhões dólares (cerca de 1,3 bilhão de reais, cotados em cinco de dezembro de 2013) como premiação da Copa. Este valor representa um aumento de 37% em relação a Copa do Mundo de 2010, que era de 420 milhões de dólares. Os valores foram distribuídos da seguinte maneira: 48 milhões de dólares para a preparação das seleções para a Copa (1,5 milhão de dólares para cada equipe); 358 milhões de dólares em premiações, conforme colocação; 70 milhões de dólares para os clubes detentores dos passes dos jogadores participantes do torneio, sendo 20 milhões destinados como legado ao futebol brasileiro; e 100 milhões de dólares para a criação de um novo fundo de proteção aos clubes, que garantirá o seguro dos jogadores não apenas na Copa do Mundo, mas também durante todo o calendário do futebol internacional.
Com relação a premiação, todas as seleções foram contempladas independente da colocação, porém dividida em: 35 milhões de dólares para o vencedor (1 equipe); 25 milhões de dólares para o vice colocado (1 equipe); 22 milhões de dólares para o terceiro colocado (1 equipe); 20 milhões de dólares para o quarto colocado (1 equipe); 14 milhões de dólares para cada equipe eliminada nas quartas-de-final (4 equipes); 9 milhões de dólares para cada equipe eliminada nas oitavas de final (8 equipes) e 8 milhões de dólares para cada equipe eliminada na fase de grupos (16 equipes).
| Copa do Mundo FIFA de 2014  |
| Alemanha                    |
| --------------------------- |
| Alemanha Campeã (4º título) |

### Individuais
| Prêmio FIFA Chuteira de Ouro (artilheiro): | Prêmio FIFA Chuteira de Prata (vice-artilheiro):    | Prêmio FIFA Chuteira de Bronze (terceiro artilheiro): |
| ------------------------------------------ | --------------------------------------------------- | ----------------------------------------------------- |
| COL James Rodríguez                        | GER Thomas Müller                                   | BRA Neymar                                            |
| Prêmio FIFA Bola de Ouro (melhor jogador): | Prêmio FIFA Bola de Prata (segundo melhor jogador): | Prêmio FIFA Bola de Bronze (terceiro melhor jogador): |
| ARG Lionel Messi                           | GER Thomas Müller                                   | NED Arjen Robben                                      |
| Prêmio FIFA Luva de Ouro (melhor goleiro)  | Troféu FIFA Fair Play (time menos faltoso):         | Prêmio FIFA Hyundai Melhor Jogador Jovem:             |
| GER Manuel Neuer                           | Colômbia                                            | FRA Paul Pogba                                        |

Fonte:
| Prêmio FIFA "Gol do Torneio":          | Prêmio FIFA "Gol do Torneio":           | Prêmio FIFA "Gol do Torneio":        |
| 1º lugar                               | 2º lugar                                | 3º lugar                             |
| -------------------------------------- | --------------------------------------- | ------------------------------------ |
| COL James Rodríguez (contra o Uruguai) | NED Robin van Persie (contra a Espanha) | COL James Rodríguez (contra o Japão) |

Fonte:

### Seleção da Copa
| Goleiros/Guarda-Redes | Defensores/Defesas                                           | Meias/Médios                                          | Atacantes/Avançados            |
| --------------------- | ------------------------------------------------------------ | ----------------------------------------------------- | ------------------------------ |
| - Manuel Neuer        | - Stefan de Vrij - Mats Hummels - Thiago Silva - Marcos Rojo | - Toni Kroos - Oscar - Philipp Lahm - James Rodríguez | - Arjen Robben - Thomas Müller |

Fonte:

### Seleção da Copa (voto popular)
| Goleiros/Guarda-Redes | Defensores/Defesas                                   | Meias/Médios                                    | Atacantes/Avançados                     |
| --------------------- | ---------------------------------------------------- | ----------------------------------------------- | --------------------------------------- |
| - Manuel Neuer        | - Mats Hummels - Thiago Silva - David Luiz - Marcelo | - Toni Kroos - Ángel Di María - James Rodríguez | - Neymar - Thomas Müller - Lionel Messi |

Fonte:

## Cerimônias oficiais

### Abertura

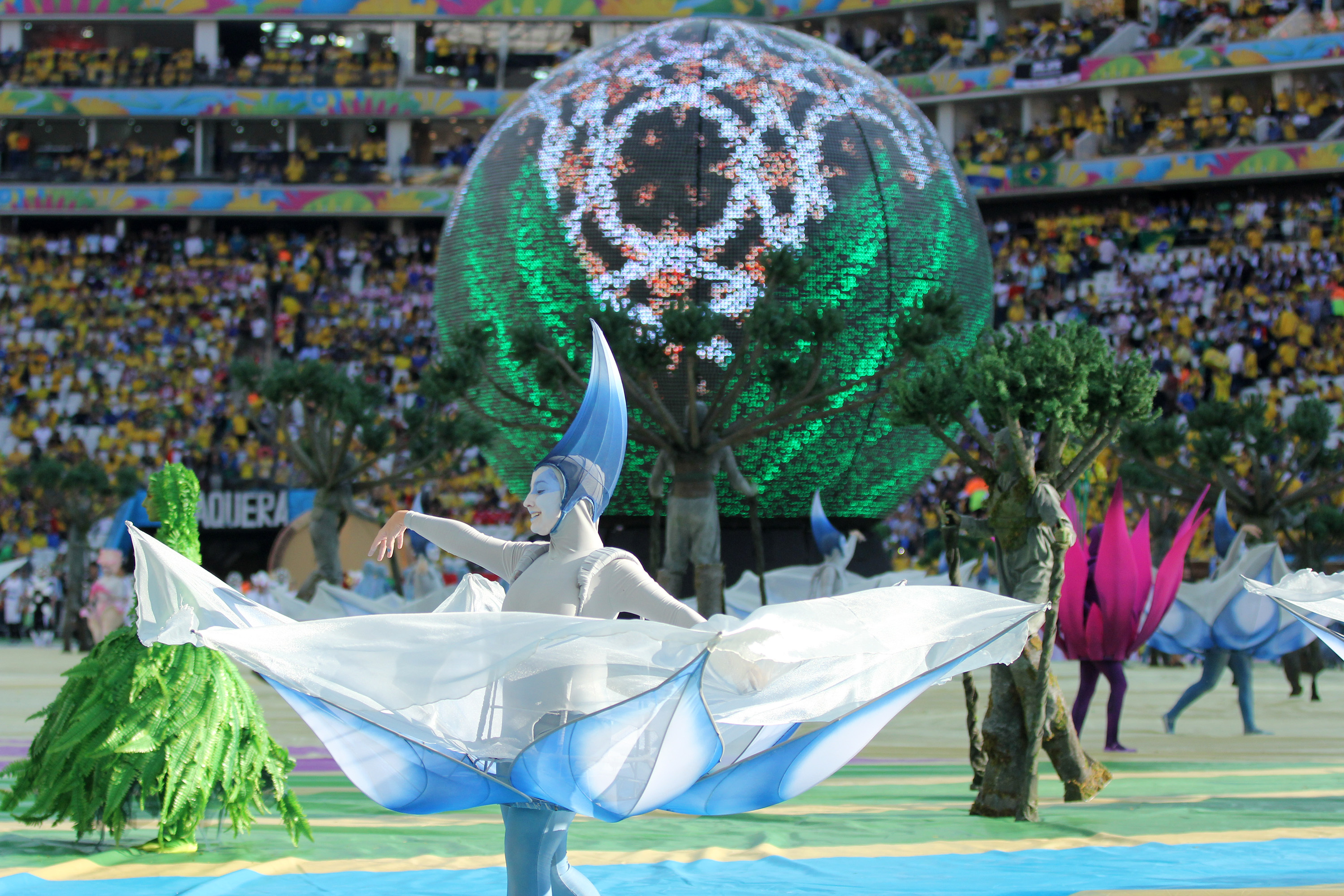
Imagem da cerimônia de abertura do evento, na Arena Corinthians.

A cerimônia de abertura da Copa do Mundo FIFA de 2014 foi encenada na Arena Corinthians, em São Paulo, com cerca de 25 minutos de duração. O espetáculo, que foi coordenado pela diretora artística belga Daphné Cornez, foi realizado pouco menos de duas horas antes da partida inicial do torneio e representou os recursos naturais brasileiros, além de ritmos nacionais, em especial do norte e do nordeste do país, como frevo, forró e capoeira. No total, cerca de 600 bailarinos participaram da apresentação, que foi dividida em quatro atos.
No centro do estádio, uma grande esfera, composta por diversas lâmpadas de LED, transmitia cores, mensagens e imagens que variaram ao longo da abertura. A bola de LED depois se abriu, formando um palco de onde surgiu a cantora Claudia Leitte, que inicialmente interpretou a canção Aquarela do Brasil, de Ary Barroso, acompanhada pela percussão do Olodum. Depois, juntaram-se a ela o rapper Pitbull e Jennifer Lopez, para a apresentação da canção oficial do evento, intitulada "We Are One".
Após a apresentação, houve a demonstração do projeto "Andar de Novo", coordenado pelo neurocientista brasileiro Miguel Nicolelis, professor da Universidade Duke, nos Estados Unidos, e do Instituto Internacional de Neurociências de Natal Edmond e Lily Safra (IINN-ELS). Durante a apresentação, Juliano Pinto, de 29 anos de idade e que é paraplégico, vestiu um exoesqueleto comandado pela atividade cerebral e deu o chute inaugural simbólico da Copa do Mundo de 2014. Cerca de 150 pesquisadores de diversas nações também integraram o consórcio responsável pelo projeto. A demonstração foi baseada no princípio chamado "interface cérebro-máquina", que vem sendo desenvolvido por Nicolelis desde 1999 e que proporciona que ondas cerebrais sejam capazes de controlar de maneira direta um equipamento externo ao corpo humano.

### Encerramento

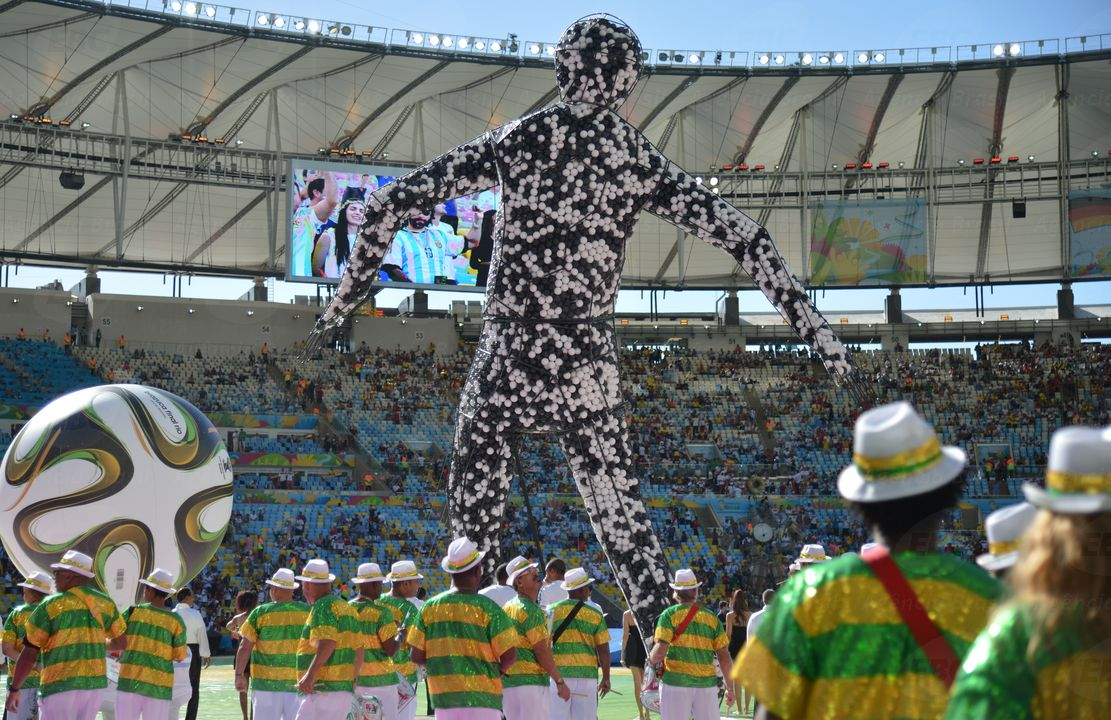
Um dos atos da cerimônia de encerramento, no Estádio do Maracanã

Antes do jogo final entre a seleção da Alemanha e a Argentina, no Estádio do Maracanã, Rio de Janeiro, aconteceu a cerimônia de encerramento do mundial no Brasil. Dividida em cinco atos, a festa teve uma apresentação de cerca de 20 minutos de duração e contou com representações dos 32 países participantes da Copa do Mundo de 2014, mas com ênfase nos dois finalistas.
Com uma trilha sonora de samba, um elenco de 400 pessoas e a participação de uma equipe do GRES Acadêmicos do Grande Rio, a cerimônia de encerramento do Brasil 2014 contou com várias apresentações musicais, como a cantora colombiana Shakira e o brasileiro Carlinhos Brown cantaram "Dare (La La La)" um dos temas oficiais do evento, enquanto Alexandre Pires, Carlos Santana e Wyclef Jean apresentaram uma versão do hino oficial da Copa do Mundo, "Dar um Jeito (We Will Find A Way)". Além disso, Ivete Sangalo cantou um medley de diversas músicas brasileiras e seus hits consagrados.
Por fim, a Taça FIFA foi apresentada pela top model brasileira Gisele Bündchen, na companhia do ex-jogador espanhol Carles Puyol. Dentre os chefes de Estado que assistiram a cerimônia, destacam-se a chanceler alemã Angela Merkel, o presidente do mesmo país, Joachim Gauck, e o presidente russo Vladimir Putin, na posição de chefe de estado do próximo país anfitrião. Já a presidente da Argentina, Cristina Kirchner, não compareceu, pois estava se recuperando de uma “faringolaringite aguda severa”, como ela mesma descreveu, numa carta à presidente Dilma Rousseff.

## Publicidade

### Logo

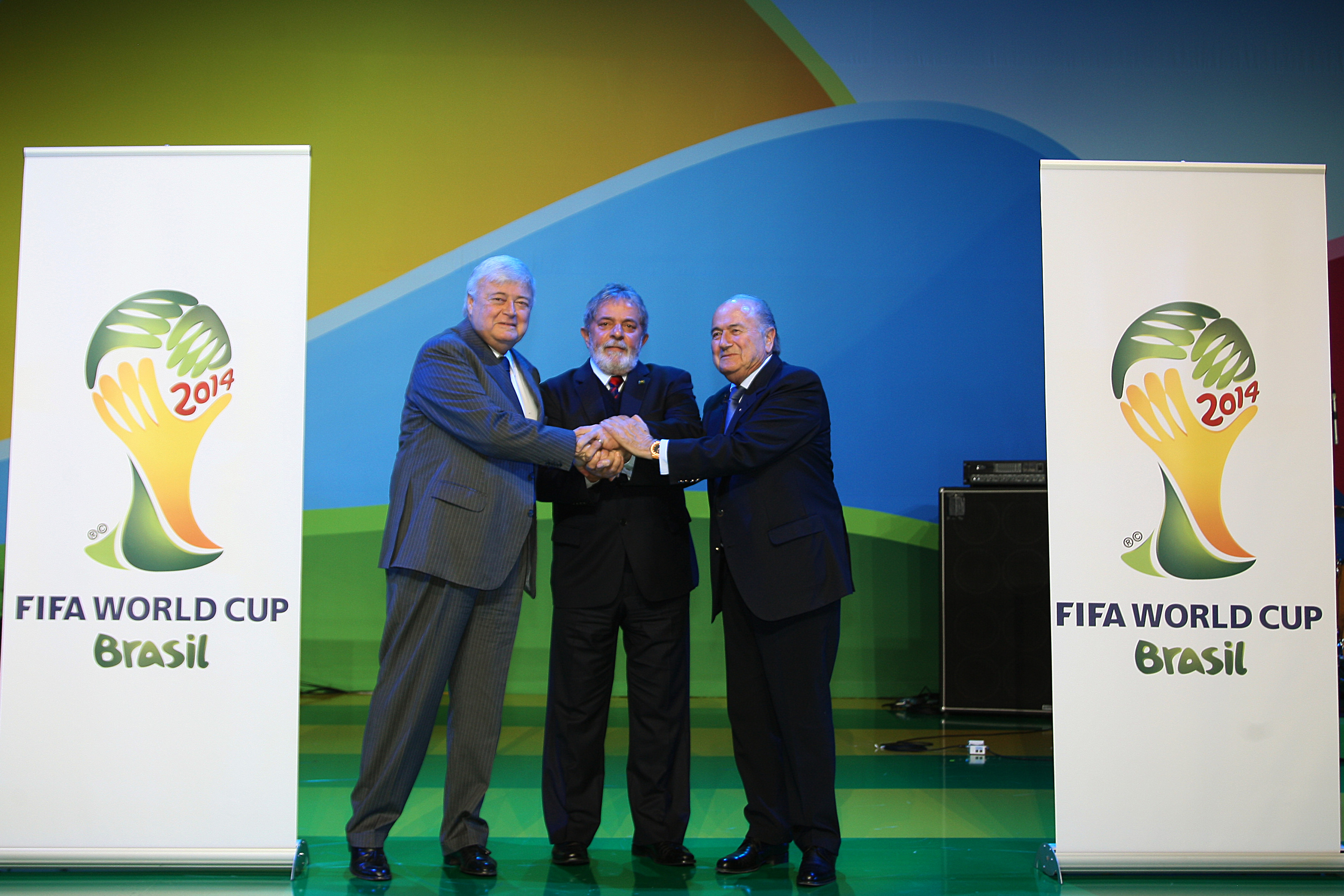
Imagem da cerimônia de apresentação da logo oficial

O logotipo é chamado de "Inspiração" e foi criado pela agência brasileira Africa. O projeto resulta de uma fotografia icônica de três mãos vitoriosas juntas levantando o Troféu da Copa do Mundo FIFA. Bem como para descrever a noção humanitária das mãos em interligação, a representação das mãos também é simbólica no amarelo e verde do Brasil, dando calorosas boas-vindas ao mundo. O logotipo foi apresentado em uma cerimônia realizada em Joanesburgo, África do Sul, em 8 de julho de 2010.
A FIFA e o COL Brasil 2014 convidaram 25 agências brasileiras para apresentar projetos para o emblema oficial do torneio de 2014 e a tarefa de escolher o vencedor foi delegada a um grupo de juízes composto pelo presidente da Confederação Brasileira de Futebol,  Ricardo Teixeira, o secretário geral da Federação Internacional de Futebol, Jérôme Valcke, a supermodelo Gisele Bündchen, o arquiteto Oscar Niemeyer, o escritor Paulo Coelho, a cantora Ivete Sangalo e o designer Hans Donner.
A comunidade brasileira de designers reagiu com duras críticas à identidade visual escolhida. Segundo Alexandre Wollner, um dos precursores do design moderno brasileiro e um dos maiores profissionais da área no país, o desenho se assemelha a uma mão cobrindo o rosto de vergonha e o processo de escolha, por um júri que excluía designers gráficos profissionais, não foi correto.

### Bola

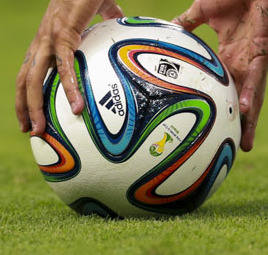
Adidas Brazuca, a bola oficial da competição.

Para definir o nome da bola oficial da Copa do Mundo FIFA de 2014, foi realizada uma votação pela internet com organização da Adidas, marca que fabrica as bolas das competições, e pelo site Globoesporte.com. Esta é a primeira vez que o nome oficial da bola do torneio foi decido por votação. A enquete trazia três opções: "Bossa Nova", "Carnavalesca" e "Brazuca". O resultado foi anunciado em 2 de setembro num evento organizado e transmitido em rede nacional.
Brazuca foi o nome escolhido com um percentual de 77,8%, enquanto os outros nomes postulantes Bossa Nova e Carnavalesca, obtiveram 14,6% e 7,6%, respectivamente. Ao todo, foram computados 1 119 539 votos.

### Pôster

Pôster oficial da Copa do Mundo de 2014

O pôster oficial da Copa do Mundo FIFA 2014 é a principal marca visual do evento. O desenho retrata duas pernas de jogadores disputando uma bola, que juntas formam a parte inferior do contorno do mapa do Brasil, no qual é exibida a inscrição "2014 Copa do Mundo da Fifa Brasil".  Uma visão mais aproximada da mesma figura revela símbolos da fauna, flora e cultura de cada região do país, como o calçadão de Copacabana, a capoeira, o frevo, baianas, chimarrão e uma bola de futebol.
Escolhido entre diversos concorrentes, o pôster foi criado pela designer Karen Haidinger, da agência Crama. A apresentação foi realizada pelos embaixadores da Copa do Mundo de 2014, Marta, Ronaldo, Bebeto, Carlos Alberto e Amarildo (com exceção do ex-técnico e jogador Zagallo), no dia 30 de janeiro de 2013.
O símbolo foi escolhido por uma comissão julgadora formada pelo Secretario-geral da Federação Internacional de Futebol, Jérôme Valcke, pela Ministra da Cultura Marta Suplicy, pelo presidente da CBF e do Comitê Organizador Local (COL), José Maria Marin, pelo artista plástico Romero Britto, e pelos ex-jogadores Ronaldo e Bebeto, integrantes do conselho do COL.

### Ingressos oficiais
A FIFA previu um total de 3 334 524 ingressos para o torneio. A maioria destes são distribuídos para grupos como parceiros comerciais, clientes, detentores de direitos de mídia e VIPs. Cerca de 1,1 milhão estiveram a ser vendidos ao público em geral (400.000 para residentes no Brasil apenas, 700.000 para estrangeiros e brasileiros); para cada jogo individualmente, 8% dos ingressos eram reservados para os fãs de uma das seleções que iria jogar.
A venda de ingressos para o público em geral foi dividida em três fases e realizada através do site da Federação Internacional de Futebol e em locais indicados em cada uma das cidades-sede do evento. Há quatro categorias de ingressos, sendo a categoria 4 apenas disponível para residentes no Brasil. Os ingressos com desconto estão disponíveis para os brasileiros com mais de 60 anos, estudantes e aqueles que recebem auxílio do programa Bolsa Família. Estes estão disponíveis por menos de 30 reais (cerca de 12 dólares), enquanto que o bilhete mais caro na venda geral é um ingresso de categoria 1, para uma vaga na final, que é vendido por 990 dólares. Além de ingressos individuais, ingressos específicos locais, que dão acesso a todos os jogos que aconteceu em uma cidade-sede (durante a fase de grupos), e ingressos de uma seleção específica, que dão acesso a todos os jogos de uma seleção escolhida durante o torneio, também estavam disponíveis.
Os bilhetes de entrada foram colocados à venda no dia 20 de agosto de 2013, com 2,3 milhões de ingressos solicitados durante as primeiras 24 horas. Até o final desta primeira fase de vendas, em outubro de 2013, mais de seis milhões de pedidos foram recebidos do público em geral. Como a procura excedeu a oferta, a FIFA organizou um sorteio aleatório de distribuição de bilhetes com um total de 889 305 bilhetes a serem alocados: 71,5% deles foram vendidos para pessoas residentes no Brasil, sendo o maior número de vendas no exterior para residentes nos Estados Unidos. Com mais 220 mil bilhetes emitidos no primeiro momento, a primeira remessa da primeira fase de vendas acabou dentro de sete horas, em novembro de 2013. Após o sorteio final em dezembro de 2013, a segunda fase de venda de ingressos começou e acabou no mês seguinte, atraindo mais de 3,5 milhões de pedidos. Quaisquer bilhetes restantes foram então disponibilizados a partir de março 2014 em diante e também podem ser comprados pessoalmente em centros de venda de bilhetes da FIFA designados.

### Tecnologia

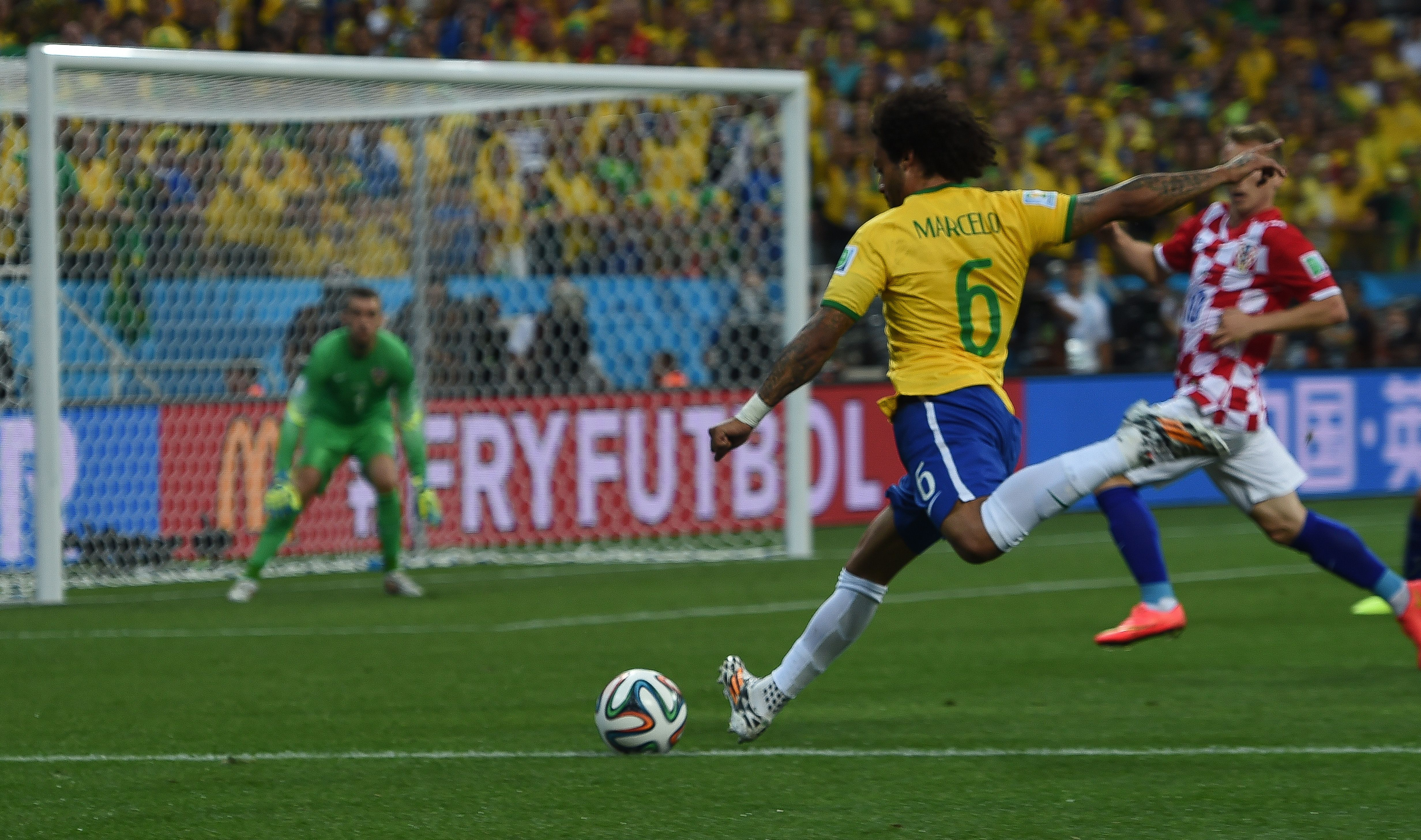
Marcelo preparando-se para chutar a Adidas Brazuca, a bola oficial do mundial de 2014 que conta com a tecnologia goal-line.

Pela primeira vez em uma Copa do Mundo a arbitragem foi auxiliada pela tecnologia goal-line. A Copa do Mundo anterior foi um catalisador para a decisão de adotar a tecnologia, depois de um gol da Inglaterra ter sido anulado injustamente em um jogo contra a Alemanha. Após o erro neste jogo, o presidente da FIFA, Joseph Blatter, disse que "seria um absurdo não reabrir o arquivo sobre a tecnologia goal-line" e, em 2012, a International Football Association Board (IFAB) aprovou seu uso. Esta foi a quarta competição da FIFA a usar a tecnologia após testes bem sucedidos no Copa do Mundo de Clubes da FIFA de 2012, na Copa do Mundo de Clubes da FIFA de 2013 e na Copa das Confederações FIFA de 2013. A empresa alemã GoalControl alemã foi selecionada como a fornecedora oficial da tecnologia no torneio, em outubro de 2013. No dia 15 de junho, na partida entre França e Honduras pela fase de grupos, aconteceu o primeiro gol oficial a utilizar o sistema.
Após testes bem sucedidos na Copa do Mundo FIFA Sub-20 de 2013, no Sub-17 de 2013 e na Copa do Mundo de Clubes da FIFA de 2013, a FIFA aprovou o uso do spray pelos árbitros, pela primeira vez em uma Copa do Mundo. O spray à base de água, que desaparece em um minuto após o uso, é usado para marcar onde a bola e a barreira devem ser colocadas em uma cobrança de falta.

### Mascote

Fuleco, o mascote da copa.

A seleção do mascote da Copa do Mundo FIFA de 2014 ocorreu em março de 2012 com uma decisão da própria FIFA. Na disputa para ser mascote da Copa, estavam as seguintes opções: a Arara, o Saci Pererê, a Panthera onca e o Tatu-bola. O tatu-bola, vencedor da disputa, foi apresentado ao público como mascote da Copa do Mundo de 2014 em 16 de setembro de 2012.
A ideia de candidatar o animal surgiu da ONG cearense Associação Caatinga. A campanha ganhou repercussão nas redes sociais e, em 29 de fevereiro de 2012, um dossiê foi entregue aos representantes do Ministério dos Esportes. O tatu-bola-da-caatinga é uma espécie endêmica do Brasil e, de acordo com a União Internacional para a Conservação da Natureza e dos Recursos Naturais (IUCN), encontra-se ameaçada de extinção, com estado de conservação vulnerável.
A questão da preservação ambiental, simbolizada nos mascotes, começou a ser uma preocupação das comissões organizadoras dos torneios desde a Copa do Mundo FIFA de 2010, quando um leopardo (espécie que sofre com a caça predatória na África do Sul) batizado de Zakumi, foi o mascote da competição.
Na época da apresentação do mascote, o secretário-geral da FIFA, Jérôme Valcke, disse que o tatu-bola era "perfeito" como mascote. "Um dos objetivos principais é usar a Copa como plataforma para comunicar a importância do meio ambiente e da ecologia. Todos esperavam por uma arara. Mas o tatu-bola significa mais. Não é somente o símbolo de uma competição. Representa o legado, que é proteger a natureza."
A identidade visual do mascote compõe-se do tatu-bola em amarelo, com a carapaça em azul, trajando um calção verde e uma camiseta branca na qual está grafado "Brasil 2014". Uma votação pública foi aberta para a decisão do nome. "Amijubi" (palavra formada pela fusão de amizade e júbilo), "Fuleco" (junção de futebol e ecologia) e "Zuzeco" (uma mistura de azul e ecologia) são os nomes postulantes. Com 48% dos 1,7 milhão de votos pela internet no Brasil e no mundo, "Fuleco" foi escolhido como nome oficial do mascote e anunciado em 25 de novembro de 2012. Zuzeco obteve 31% e Amijubi 21% dos votos.

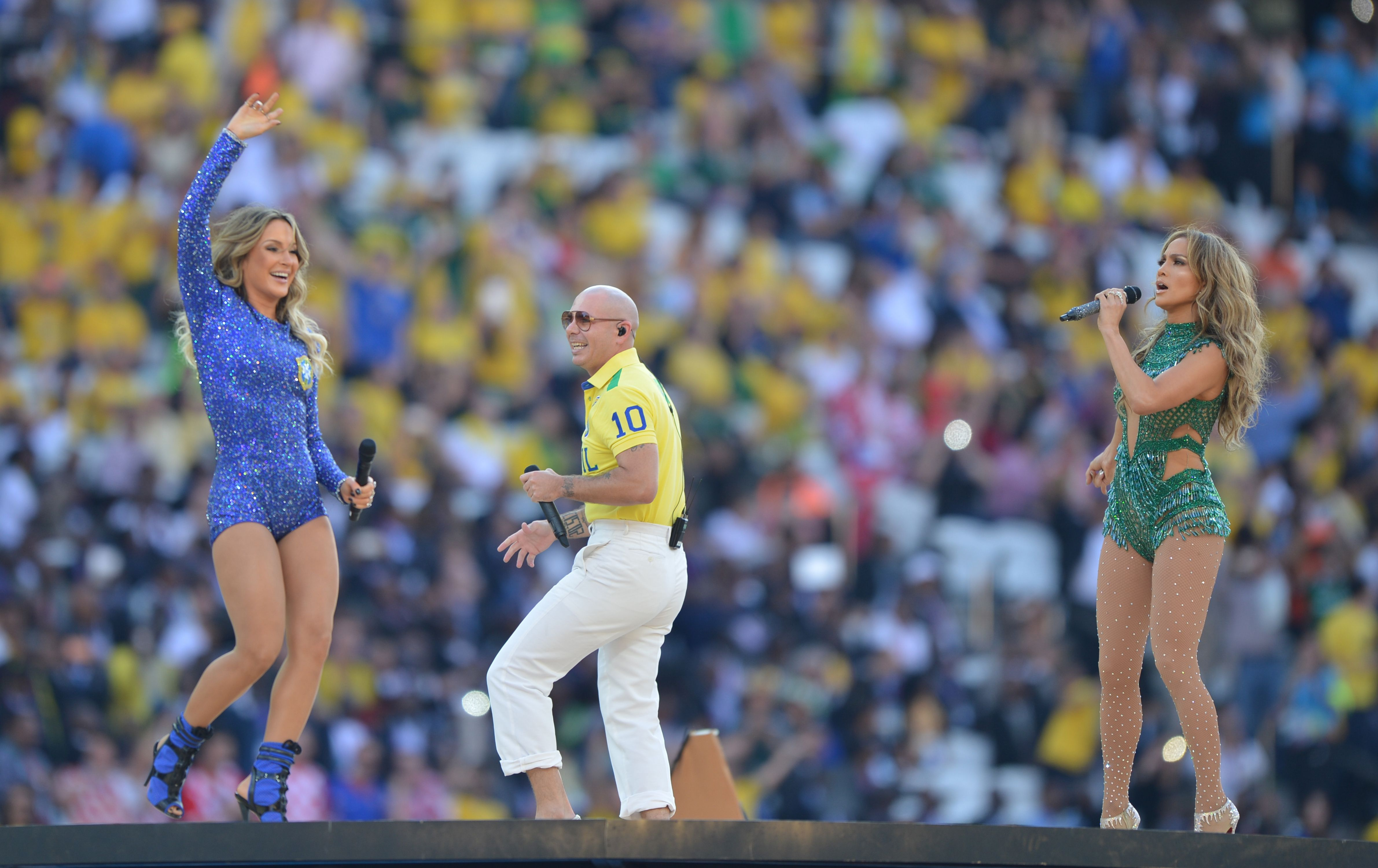
Claudia Leitte, Pitbull e Jennifer Lopez interpretando a canção-tema, We Are One, durante a cerimônia de abertura da Copa de 2014

### Canção-tema
A organização da Copa do Mundo FIFA escolheu para o evento de 2014, através de sua parceira Sony Music, a canção We Are One do rapper Pitbull, com participações das cantoras Jennifer Lopez e da brasileira Claudia Leitte. Entre outras canções relacionadas ao evento estão "Vida", de Ricky Martin, e "La La La (Brasil 2014)", da colombiana Shakira, ambas faixas do disco oficial da Copa do Mundo.

### Álbum de figurinhas
Dentre os produtos oficiais alusivos a disputa da Copa do Mundo está o álbum de figurinhas. Lançado mundialmente pela editora Panini em 31 de março de 2014 na versão tradicional e outra deluxe, contava com um total de 640 cromos, sendo 40 deles em formato metalizado. Paralelamente a FIFA lançou em seu website oficial uma versão virtual do mesmo álbum.

## Preparativos

### Estádios

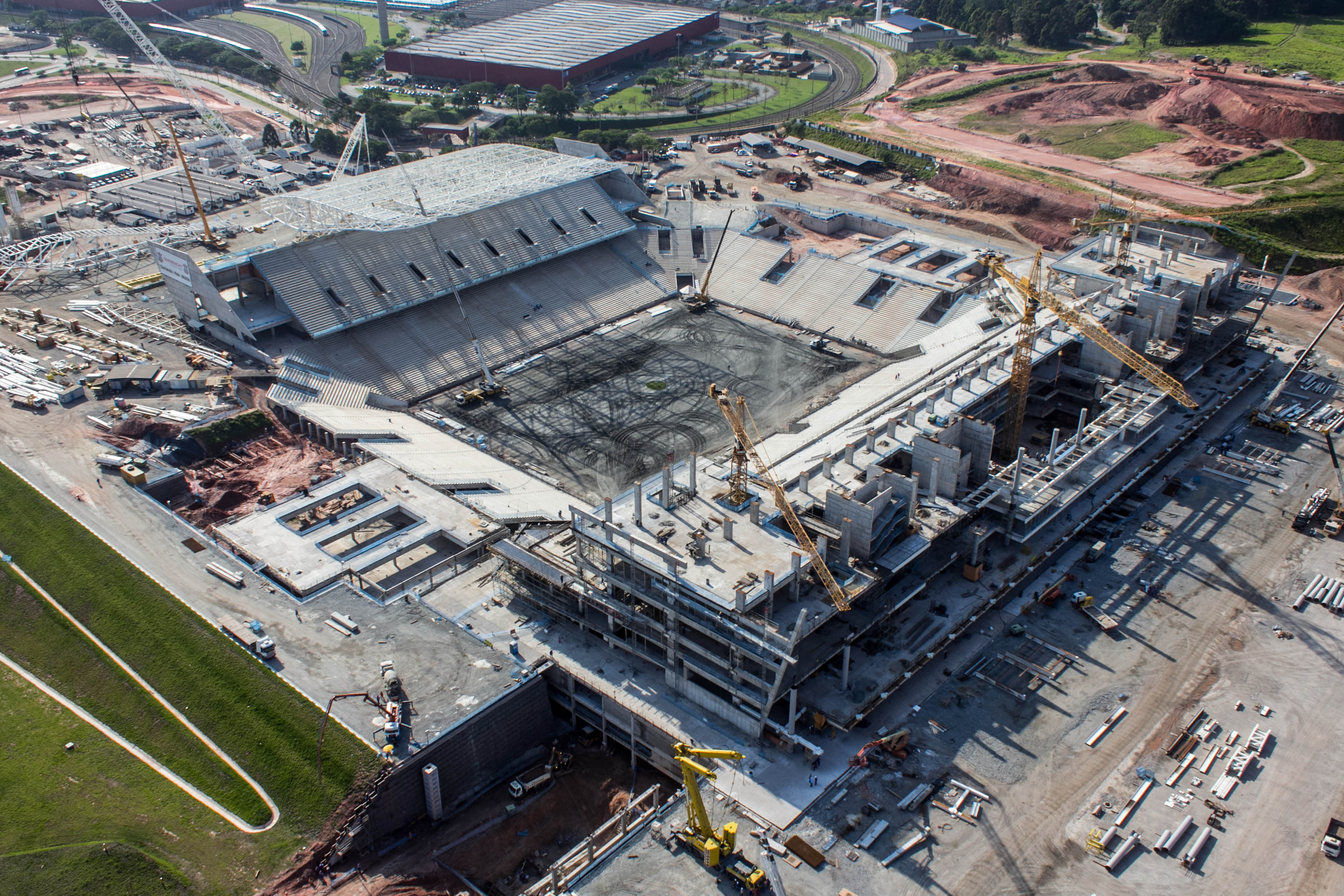
Construção da Arena Corinthians, em São Paulo, um dos estádios que receberam incentivos fiscais da prefeitura.

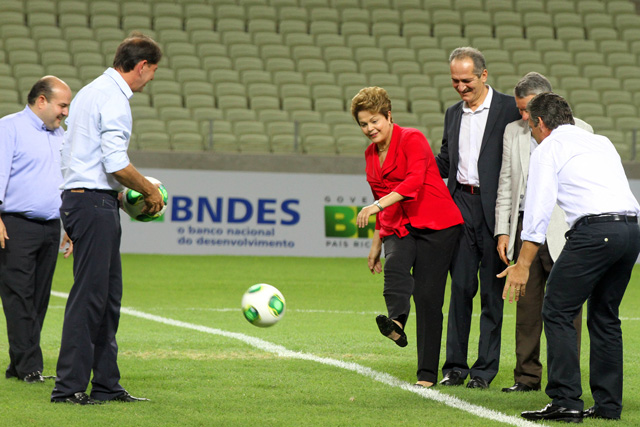
Dilma Rousseff no Castelão, primeiro estádio concluído.

Embora os organizadores tenham originalmente estimado um custo de 1,1 bilhão de dólares, estima-se que 3,6 bilhões de dólares tenham sido gastos em obras de reforma e construção de estádios. Cinco das cidades-sede escolhidas tiveram novos locais construídos especificamente para a Copa do Mundo. O Estádio Nacional de Brasília Mané Garrincha, em Brasília, foi demolido e reconstruído, e os seis restantes foram renovados. O Estádio do Maracanã, no Rio de Janeiro, que já detém o recorde de público para uma partida de final de Copa do Mundo (público de 199.854 pessoas), era o maior dos estádios e foi o palco da final do torneio. A CBF originalmente destinou o jogo de abertura ao Estádio do Morumbi, em São Paulo, mas o plano foi derrubado em 2010 e substituído pela Arena Corinthians, devido à ausência de garantias financeiras para que as melhorias necessárias fossem realizadas.
O primeiro estádio totalmente novo, o Castelão, em Fortaleza, entrou em operação em janeiro de 2013. Seis dos locais foram utilizados durante a Copa das Confederações FIFA de 2013. No entanto, mais de seis estádios perderam o prazo original de 31 de dezembro de 2013, estabelecido pela FIFA, para conclusão das obras. A conclusão da nova Arena Corinthians foi prejudicada por um colapso fatal do guindaste em novembro de 2013, que destruiu parte do estádio e matou dois trabalhadores da construção civil. O progresso lento na remodelação da Arena da Baixada, em Curitiba, levou a FIFA a ameaçar tirar o estádio do torneio em janeiro de 2014, a menos que um progresso significativo fosse feito no mês seguinte; depois de ficar satisfeita com o progresso, a FIFA confirmou que Curitiba continuaria a ser uma das cidades-sede do evento.
Durante os primeiros três meses de 2014, os primeiros jogos foram encenados nos estádios de Manaus, Natal e Porto Alegre. No entanto, após uma inspeção de todas as sedes em maio de 2014, o secretário-geral da FIFA, Jérôme Valcke, expressou preocupações sobre a disponibilidade de Natal, Porto Alegre e São Paulo, onde eventos de teste adicionais ainda precisavam ser feitos. O vice-ministro dos Esportes do Brasil, Luis Fernandes, respondeu afirmando que "não havia pânico".

### Projetos de infraestrutura

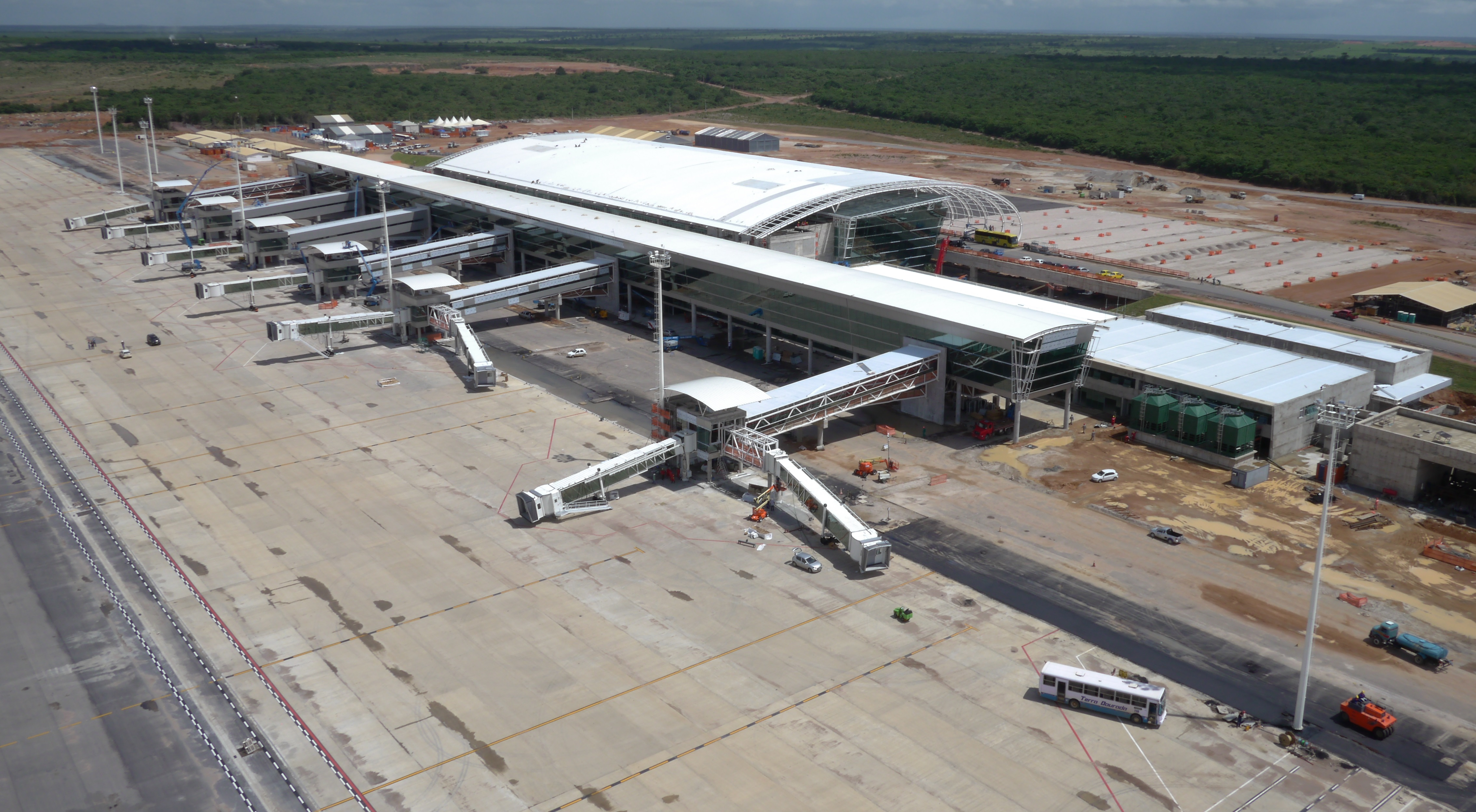
Aeroporto Internacional de Natal em São Gonçalo do Amarante, no Rio Grande do Norte, o primeiro do país concedido à iniciativa privada e o único aeroporto construído do zero para a Copa.

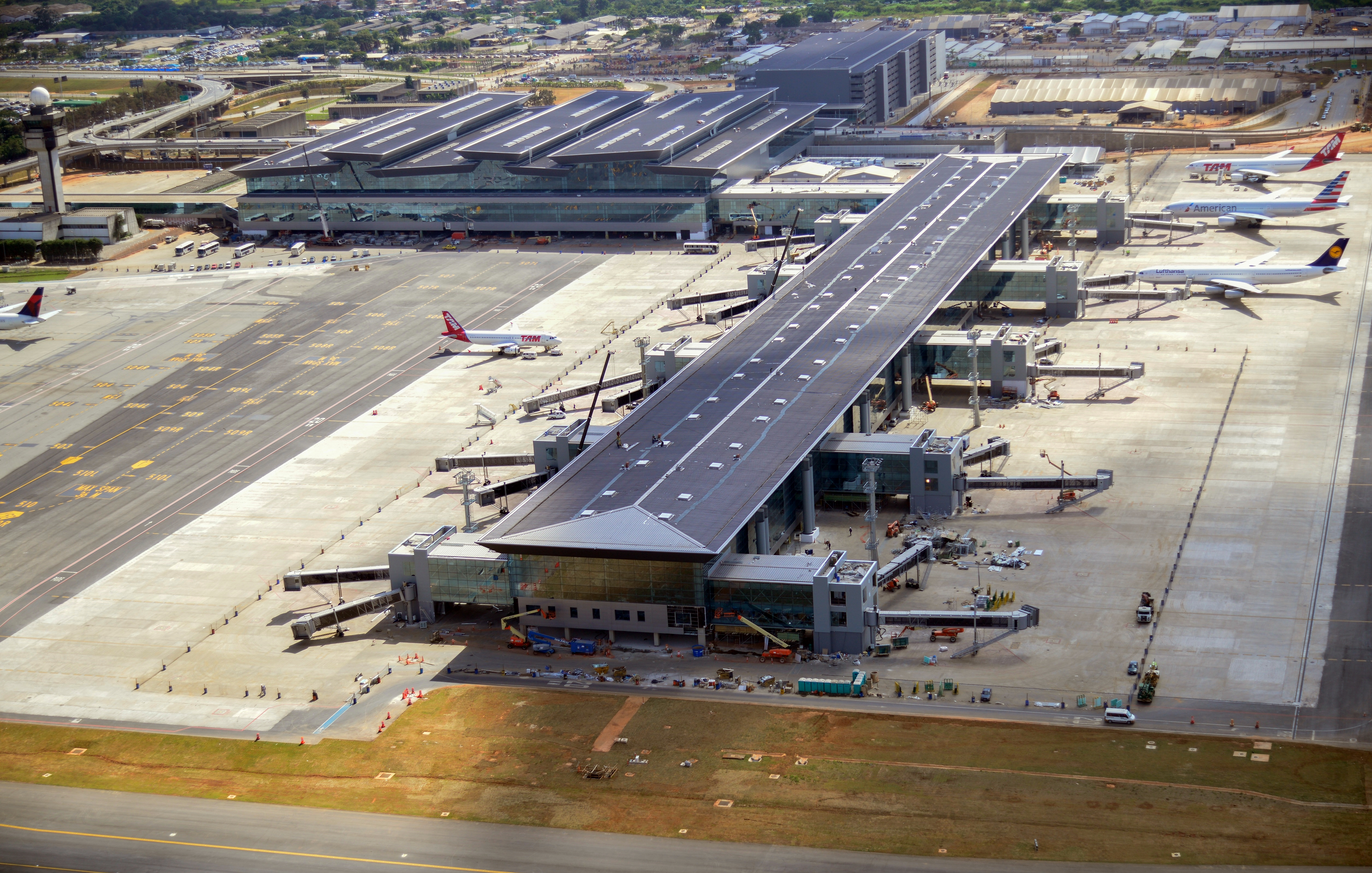
Novo Terminal 3 do Aeroporto Internacional de São Paulo-Guarulhos

Em janeiro de 2010, o governo federal do Brasil estimou que para sediar o torneio seria necessário um investimento governamental de 11 bilhões de dólares em financiamento. Ele também anunciou incentivos fiscais para a construção e reforma dos estádios para a Copa do Mundo de 2014 e que as cidades-sede estariam isentos de IVA; todas as despesas da FIFA no Brasil também estavam isentas de tributação. O governo federal destinou 3 bilhões de reais para investimentos em obras relacionadas à Copa do Mundo de 2014 e laçou um pacote de obras intitulado PAC da Copa do Mundo.
Os aeroportos no Brasil foram identificados como "o grande problema" pelo comitê organizador do torneio. Estimava-se que 600 mil pessoas viajariam de avião para o torneio, além dos três milhões de passageiros que utilizam voos para viajar entre as partidas. Algumas legislações foram aprovadas para permitir ao operador aeroportuário estatal, a Infraero, acelerar as obras em aeroportos. No entanto, uma pesquisa feita pelo governo brasileiro em 2011 previa que 10 dos 13 terminais a serem atualizados não iriam ser concluídos a tempo para o torneio. A presidente do Brasil, Dilma Rousseff, afirmou que o governo faria "uma intervenção forte" para garantir que os aeroportos estivessem prontos, inclusive abrindo-os ao investimento privado. A gestão de três aeroportos públicos foi concedida ao setor privado em 2013 (por 10,8 bilhões de dólares).
Projetos de infraestrutura adicionais importantes vêm ocorrendo em todo o país, como sistemas rodoviários, de VLPs e de VLT, que vão ligar os aeroportos aos centros das cidades e aos estádios. Mais de 4 300 quilômetros de rodovias estavam previstos para passar por reformas.
Para hospedar o aumento da quantidade de turistas no país, o Banco Nacional de Desenvolvimento Econômico e Social (BNDES) forneceu um orçamento de 2 bilhões de reais para modernizar e aumentar a rede hoteleira brasileira. No Rio de Janeiro, esta ampliação também é feita na expectativa para a realização dos Jogos Olímpicos de Verão de 2016.

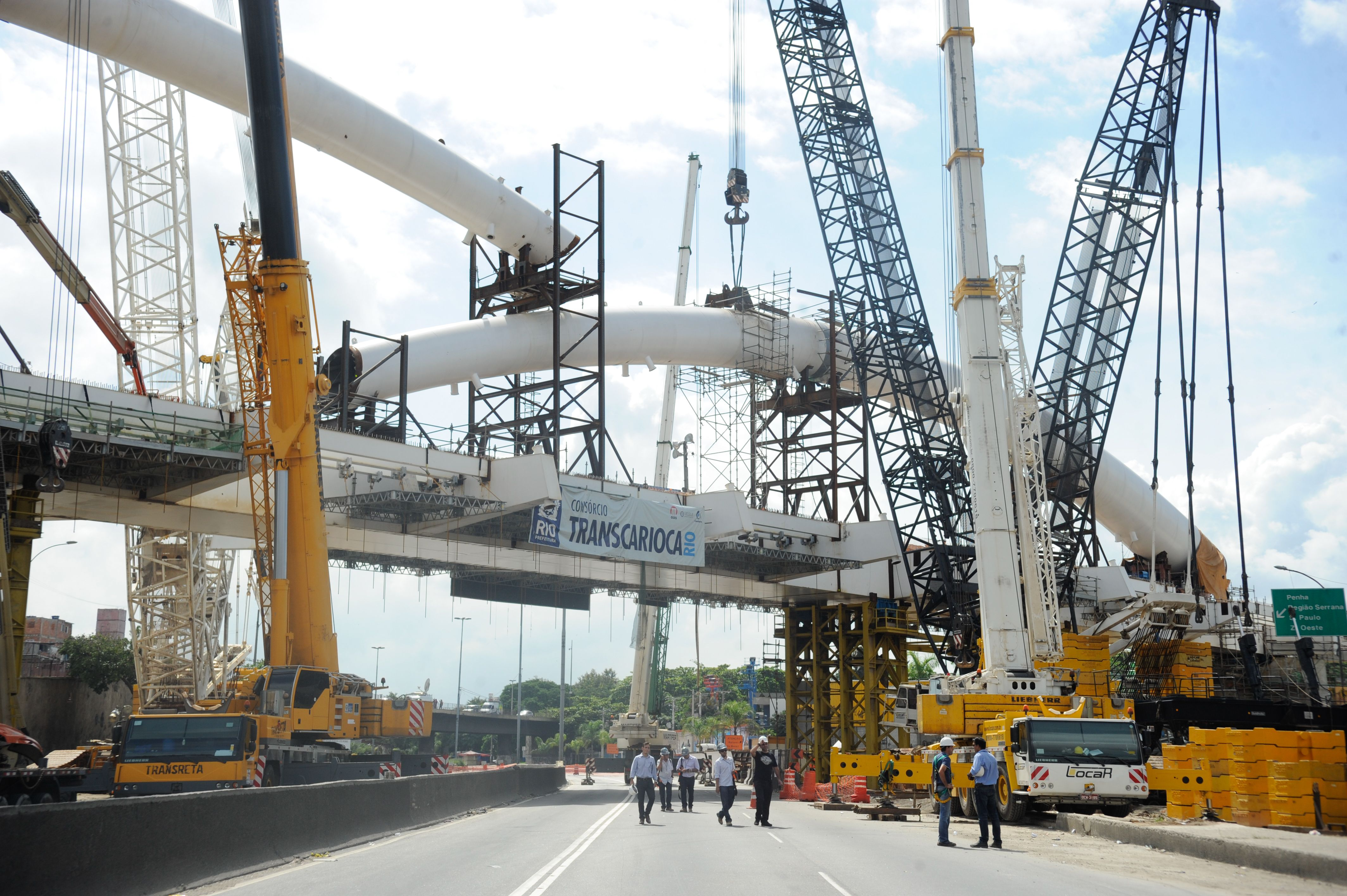
Construção do arco do Viaduto Pedro Ernesto, sob a Avenida Brasil, estrutura que integrará o BRT TransCarioca, no Rio de Janeiro

Muitas das obras que planejaram novos sistemas de monotrilho, como em Manaus e São Paulo, e do sistema de metrô de Belo Horizonte, no entanto, foram canceladas, enquanto outras não foram concluídas antes do início do torneio. Outros projetos estão a decorrer, mas apenas em uma escala reduzida. Em maio de 2014, estimou-se que apenas 36 dos 93 projetos principais planejados foram concluídos. O secretário-geral da FIFA, Jérôme Valcke, justificou os atrasos e afirmou que "estava claro desde o início que nem todos os projetos estariam prontos... esses projetos eram parte de um plano de governo que vai muito além da Copa do Mundo." A FIFA se comprometeu a gastar pelo menos 20 milhões de dólares em "projetos de legado" no Brasil após o torneio mundial.
Em 11 de junho de 2010, o Governo Federal lançou um programa para proteger as propostas para o trabalho na preparação da Copa do Mundo FIFA de 2014 e para os Jogos Olímpicos de Verão de 2016 contra a possibilidade de fraude ou corrupção. O plano, conhecido como "Jogando Limpo", inclui uma série de orientações de conselhos para que as instituições do Governo, e também as autoridades fiscais, como também os cidadãos comuns possam identificar e denunciar tentativas de fraudes nas propostas. O programa, que foi lançado pelo Ministério da Justiça e pelo Ministério do Esporte, também tem um plano de criação de um grupo especial para manter atenção sobre as propostas para protegê-las contra ameaças de fraude e também para evitar atrasos nas obras.

### Segurança

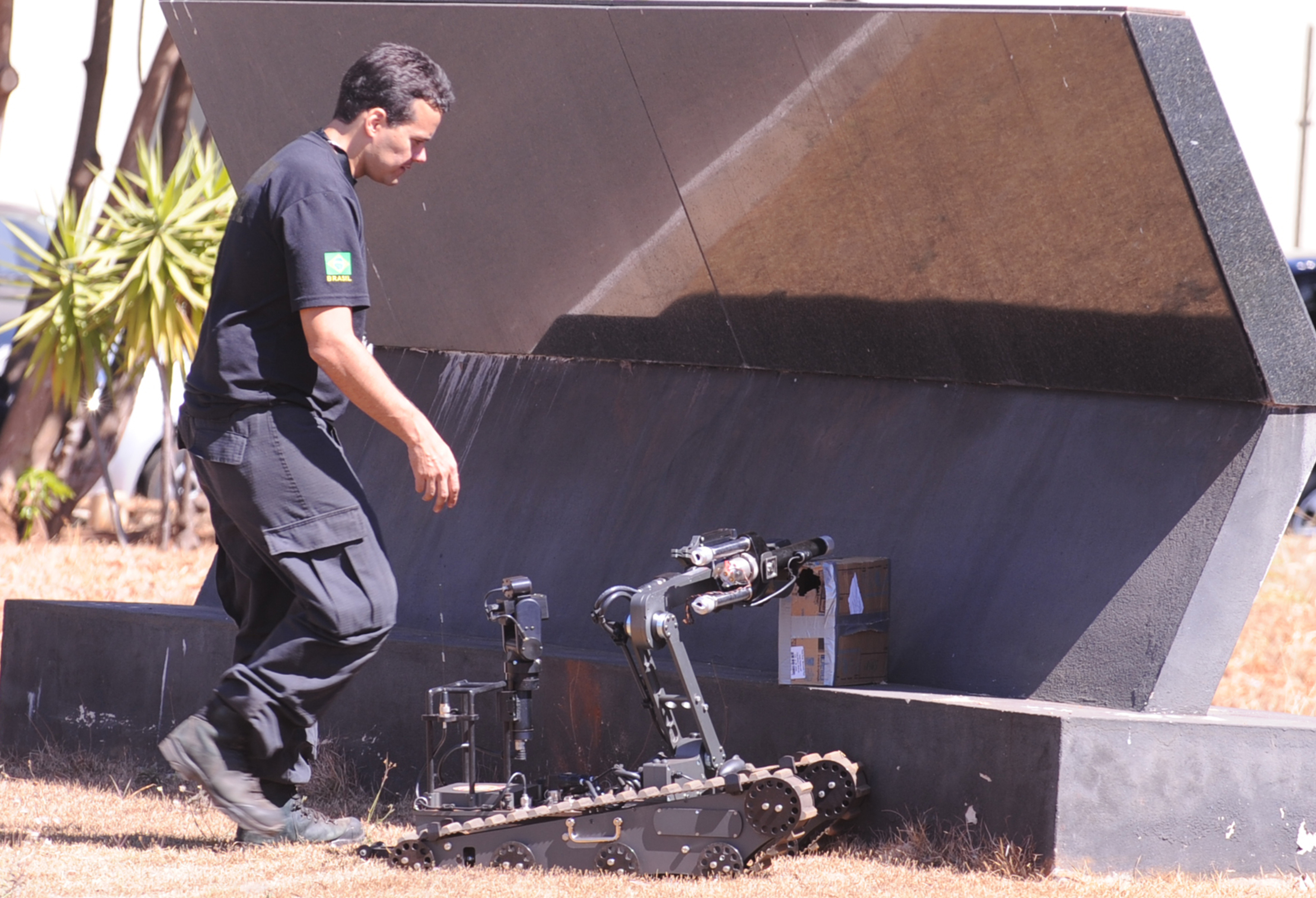
Agente da Polícia Federal a testar um robô antibomba

O governo brasileiro prometeu que 900 milhões de dólares seriam investidos nas forças de segurança e que o torneio seria "um dos eventos esportivos mais protegidos da história". O secretário-geral da FIFA, Jérôme Valcke, prometeu que "o mais alto nível de segurança que você pode imaginar" operaria durante a competição. Ele planejava ter um policial para cada 50 pessoas que frequentam os jogos e um para cada 80 pessoas em eventos de exibição pública em todo o país.
O investimento em medidas de segurança, tais como sistemas de reconhecimento facial e robôs não tripulados de segurança já foram feitos. Um plano de segurança integrado foi desenvolvido para obter informações a partir de fontes sobre potenciais terroristas, arruaceiros e hooligans.
Foi estabelecido que um total de 150 mil profissionais de segurança pública e militares garantiriam a segurança do torneio, ao lado de outros 20 mil agentes de segurança privada.

## Meios de comunicação

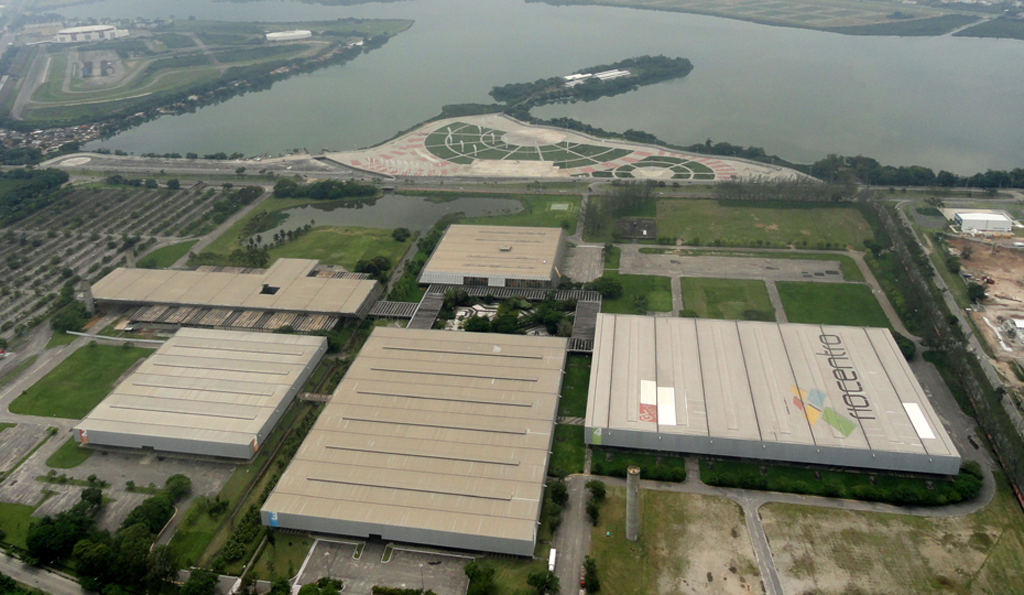
O Riocentro é a sede do Centro Internacional de Mídia

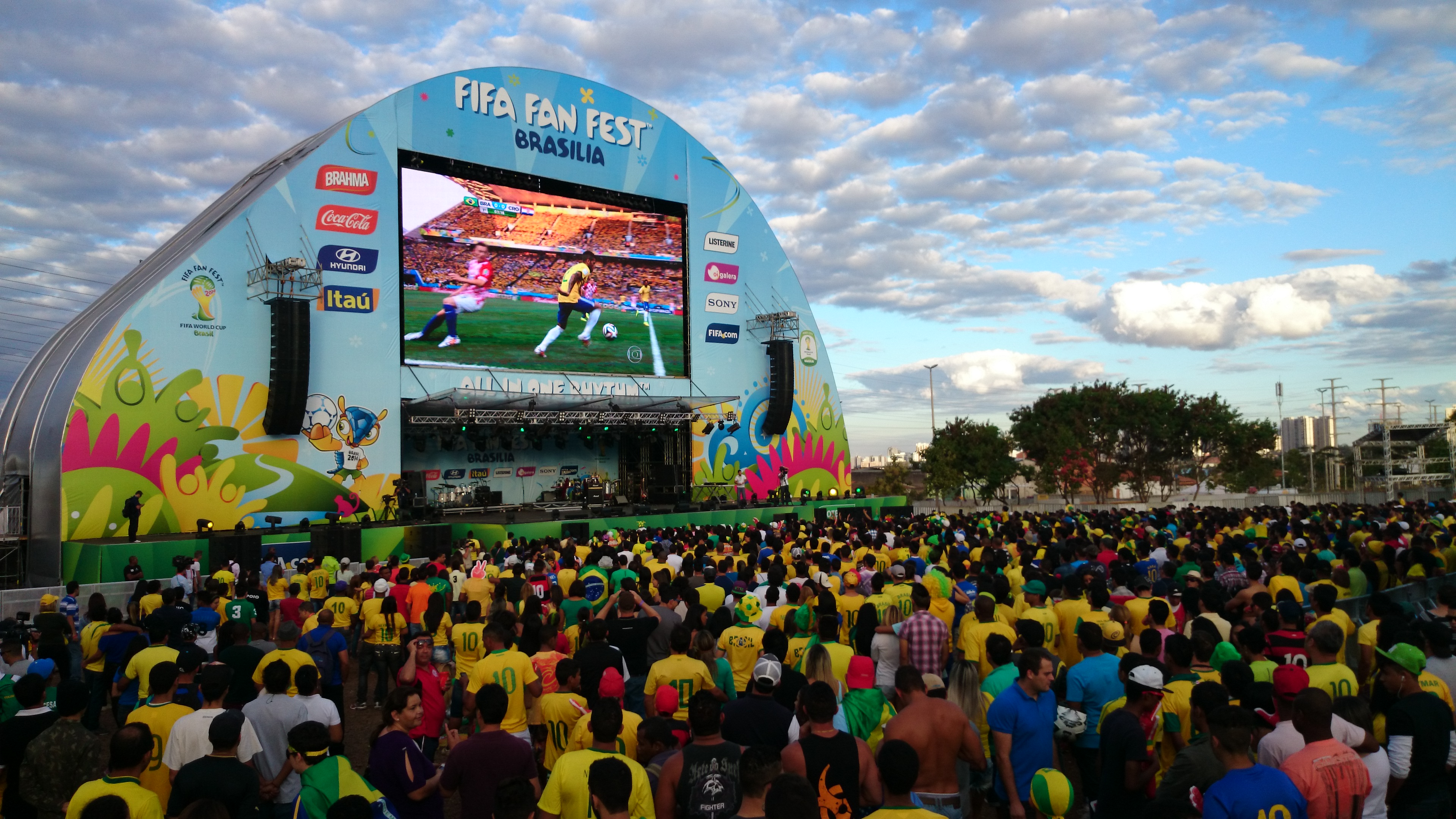
Palco da FIFA Fan Fest de Brasília

### Transmissão
Os direitos de transmissão - que abrangem a cobertura por televisão, rádio, internet e móvel - para o torneio são vendidos para empresas de mídia em cada território individualmente e diretamente pela FIFA, ou através de empresas ou organizações licenciadas, como União Europeia de Radiodifusão, Organização de Televisão Iberoamericana, International Media Content, Dentsu e RS International Broadcasting & Sports Management. A venda desses direitos responde por cerca de 60% da renda da FIFA ao organizar uma Copa do Mundo. Para as finais da Copa do Mundo, a cobertura será ser fornecida pela HBS (Host Broadcast Services), em parceria com a Sony como fornecedora de equipamentos de produção. O Centro Internacional de Mídia será situado no Riocentro, na Barra da Tijuca, no município do Rio de Janeiro.
As emissoras de televisão aberta brasileiras que compartilharam os direitos de exibição desta edição foram, pelo segundo ano consecutivo, as redes Globo e Bandeirantes. No sinal fechado, a transmissão ficou por conta dos canais SporTV, ESPN Brasil e Fox Sports.

### FIFA Fan Fest
Devido ao grande sucesso da edição de 2010, a FIFA anunciou que iria manter os FIFA Fan Fests em cada uma das 12 cidades-sede do torneio no Brasil. As Fan Fest consistem na exibição de todos os jogos da Copa em espaços abertos, reunindo grande número de pessoas. Essas festas são realizadas em locais públicos, geralmente em pontos turísticos ou áreas importantes das cidades-sede, e em cidades selecionadas ao redor do mundo. Exemplos proeminentes são a praia de Copacabana, no Rio de Janeiro, que já sediou uma Fã Fest em 2010 e o Vale do Anhangabaú em São Paulo.

### Filmagens
A Sony forneceu a tecnologia para a filmagem das partidas. As competições foram produzidas para a FIFA pela Host Broadcast Services, subsidiária da Infront Sports & Media. O diretor de TV da FIFA, Niclas Ericson, confirmou que os jogos foram filmados em tecnologia Ultra HDTV (resolução 4K). O anúncio foi feito após um teste bem sucedido da tecnologia na Copa das Confederações FIFA de 2013, estando a FIFA pronta para filmar os jogos no Brasil.
O plano de câmera multilateral para os jogos inclui a cobertura através da inclusão de um sistema de cabo e uma câmera aérea (helicóptero) para todos os jogos. Um plano de até 34 câmeras foi proposto, com duas novas câmeras reversas (ângulo 6m - SSM) usadas principalmente para replays, elevando o número a partir das 32 usadas na Copa do Mundo FIFA de 2010.

## Controvérsias
Os atrasos e cancelamentos de parte dos projetos previstos originalmente têm sido citados como o principal motivo de críticas por parte de alguns brasileiros contra o investimento de seu governo no torneio. Uma pesquisa de opinião do Datafolha dois meses antes do início do torneio, constatou que apenas 48% dos entrevistados no Brasil apoiavam o evento, uma queda do índice de aprovação, que era de 79% em 2008. Cerca de 55% dos entrevistados disseram que eles acreditavam que o evento traria mais mal do que bem para os brasileiros. O presidente da FIFA, Joseph Blatter, admitiu que "os brasileiros estão um pouco descontentes porque lhes foi prometido muito".

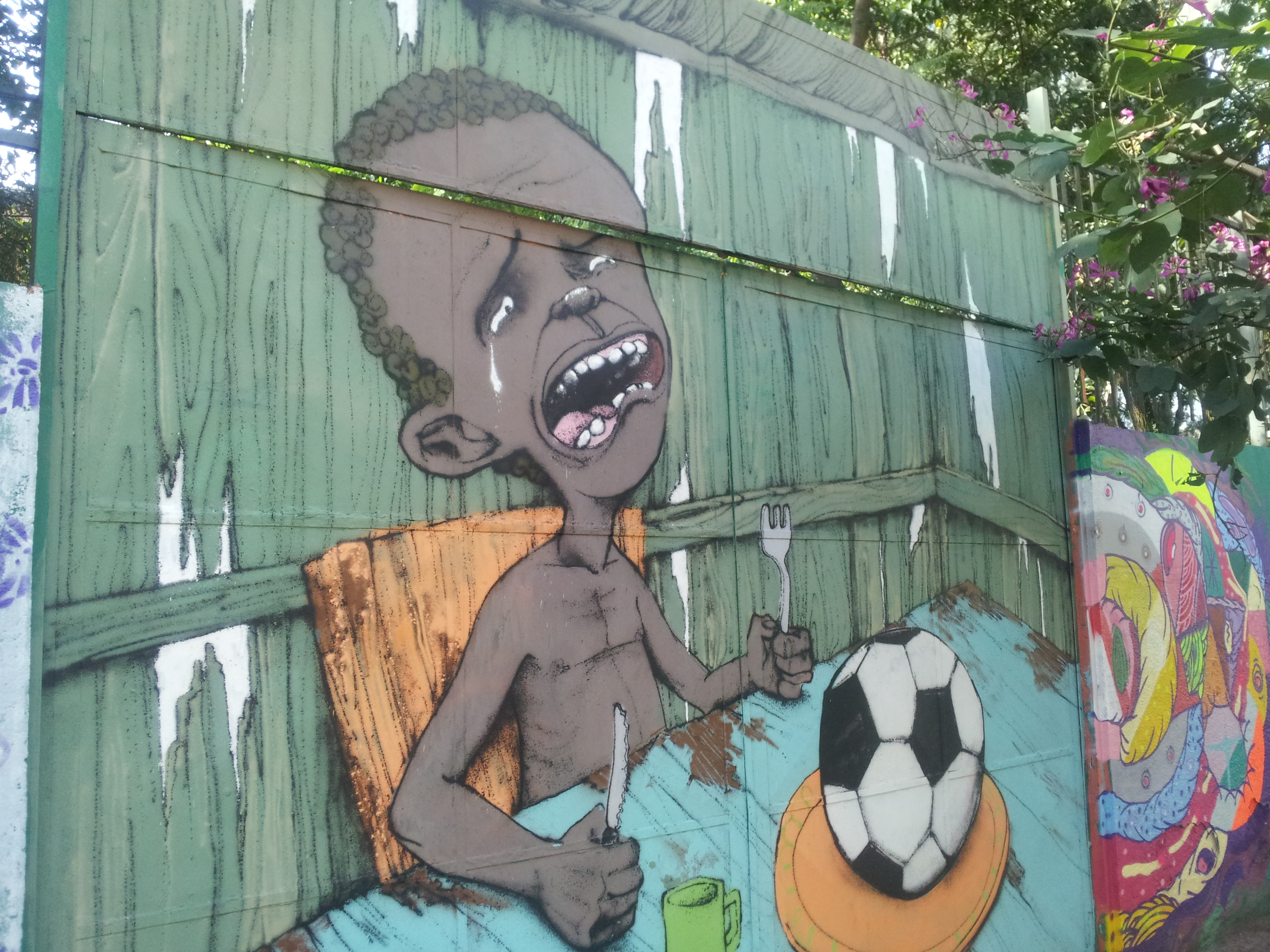
Grafite em um muro de São Paulo. Obra do artista Paulo Ito.

Um dos pontos mais criticados foi a liberação de bebidas alcoólicas dentro dos estádio imposta pela FIFA. Depois de várias mortes nos estádios de futebol, o Brasil aprovou uma lei em 2003 que proíbe a venda de álcool nos estádios. A FIFA, no entanto, exigiu que o Brasil permitisse a venda de bebidas alcoólicas durante a Copa do Mundo porque a Budweiser, um dos principais patrocinadores do evento, era a "Cerveja Oficial da Copa do Mundo da FIFA", um papel que a marca tinha desempenhado desde 1986. Em resposta, o Brasil aprovou uma lei que abriu caminho para a venda de bebidas alcoólicas durante o torneio, o que foi apelidado de "Lei Budweiser".
O ex-futebolista brasileiro Romário, agora uma figura política, criticou a manipulação dos preparativos para o mundial no país, mas também disse que "as exigências da FIFA eram excessivas". Apesar de ter feito parte do comitê organizador local desde o início dos preparativos, Ronaldo, outro ex-futebolista brasileiro, disse que se sentia "envergonhado" sobre o estado da infraestrutura do país e afirmou "uma série de investimentos prometidos não serão entregues - apenas 30% serão entregues."
Um estudo realizado por institutos europeus da Suíça e da Alemanha constatou que as cidades-sede do Mundial de 2014 aumentaram suas dívidas em cerca de 50% e o Estado brasileiro teve de arcar com uma parte importante do custo da realização da Copa do Mundo, enquanto a FIFA obteve lucros estimados em 7,2 bilhões de dólares e não pagou qualquer tipo de imposto ao governo local. O estudo também afirma que a Copa do Mundo FIFA de 2014 teve o custo mais alto da história do evento — 13,3 bilhões de dólares (ou 33 bilhões de reais) — e sua realização foi afetada por violações aos direitos humanos, como o desalojamento de uma estimativa de 250 mil pessoas em todo o país por conta de obras relacionadas com o torneio internacional (frequentemente sem receber qualquer indenização) e o aumento da repressão da polícia contra manifestantes.
Um grupo de economistas alemães opinou que é um "luxo econômico" um país recentemente industrializado, como o Brasil ou a Rússia, sediar um evento esportivo deste porte. Eles sugerem pelo menos duas medidas para tornar tais eventos sustentáveis: primeiro, construir menos. E, em segundo lugar, que as associações organizadoras participem e financiem as instalações esportivas, visto que os grandes estádios geralmente não são mais usados após o fim do evento. Como consequência dos altos custos deste tipo de evento, eles temem que as próximas edições dos Jogos Olímpicos e da Copa do Mundo FIFA passem a ser hospedados apenas por países com regimes autoritários.

### Manifestações populares
As preocupações de segurança para o torneio aumentaram desde que massivos protestos ocorreram durante a Copa das Confederações FIFA de 2013.
Em junho de 2013, irromperam no país inúmeras manifestações populares, quando centenas de milhares de pessoas saíram às ruas para contestar os aumentos nas tarifas de transporte público e a truculência das policiais militares estaduais.

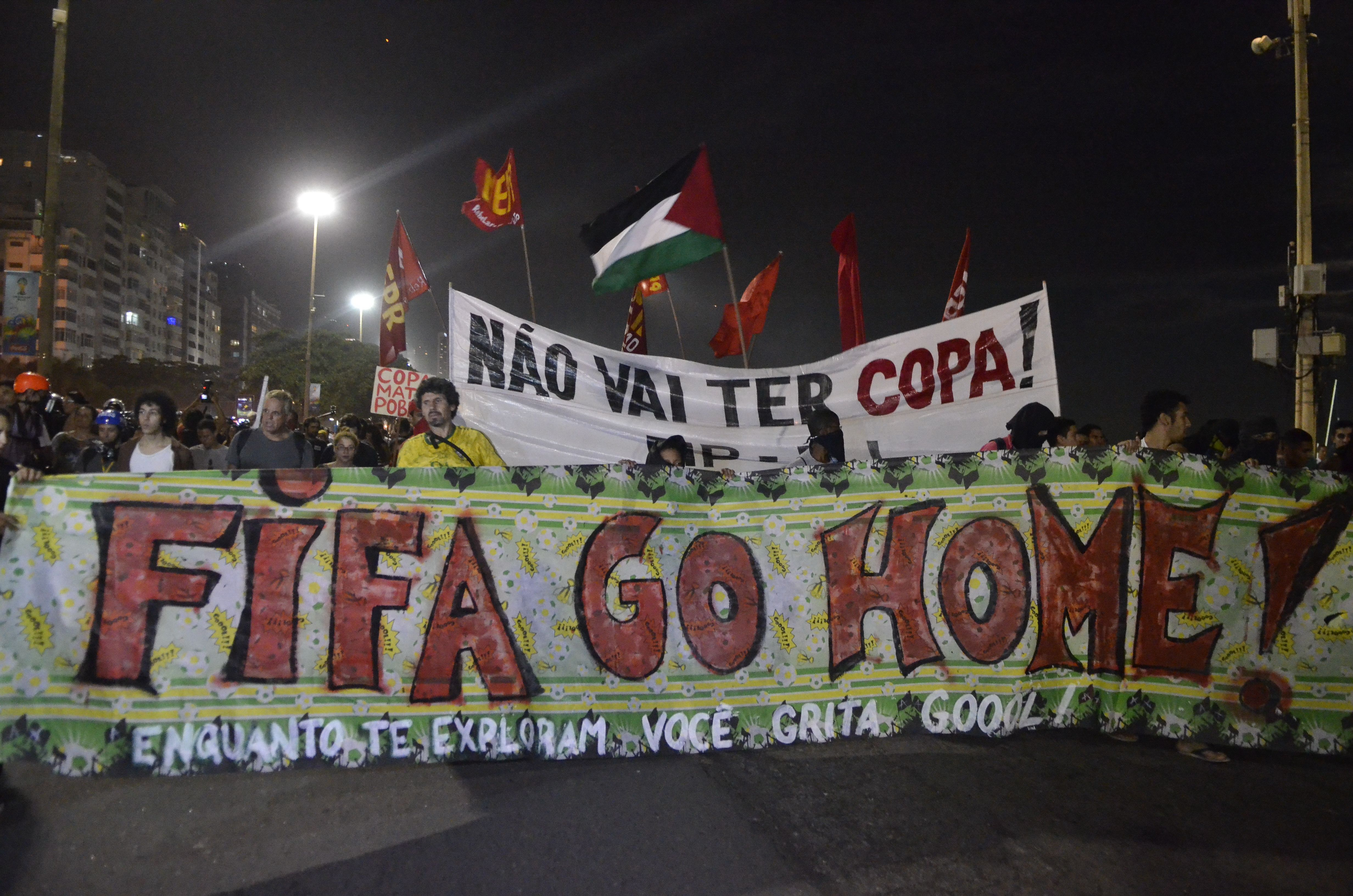
Protesto contra a Copa do Mundo no Rio de Janeiro.

Os manifestantes também citaram a quantidade de dinheiro público que está sendo investido pelo governo brasileiro na realização da Copa do Mundo, em detrimento dos serviços sociais públicos, que são considerados de má qualidade pela população.
A quatro semanas do início da Copa, movimentos sociais como a Articulação Nacional dos Comitês Populares da Copa (Ancop) e o Movimento dos Trabalhadores Sem Teto (MTST) foram às ruas de grandes cidades do Brasil em 15 de maio de 2014, no intitulado Dia Internacional de Lutas contra a Copa. Em São Paulo, importantes vias foram interrompidas, inclusive ao lado da Arena Corinthians.
No primeiro dia da Copa do Mundo, houve manifestações contra o evento em diversas cidades-sede. Em São Paulo, a cidade-sede do jogo inaugural do campeonato, houve uma forte e violenta repressão contra os manifestantes por parte da Polícia Militar. O governador Geraldo Alckmin (PSDB) prometeu investigar essas ilegalidades. Durante a cerimônia de abertura do torneio, na Arena Corinthians, na capital paulista, a presidente Dilma Rousseff foi vaiada e hostilizada por parte dos presentes no estádio. Em resposta às ofensas proferidas contra ela na arena, Rousseff afirmou: "Eu quero lembrar que [na minha vida] enfrentei situações do mais alto grau de dificuldade. Situações que chegaram ao limite físico. [...] Suportei agressões físicas, quero dizer pra vocês, quase insuportáveis. E nada me tirou do meu rumo. Nada me tirou dos meus compromissos nem do caminho que tracei pra mim mesma. Não serão xingamentos que vão me intimidar e atemorizar. Eu não vou me abater por isso."

### Venda ilegal de ingressos
Durante a Copa do Mundo foi iniciada uma investigação feita através da parceria entre a Polícia Civil, o Ministério Público e o Juizado Especial do Torcedor de um esquema de venda ilegal de ingressos para a Copa do Mundo – denominada "Operação Jules Rimet". Esta operação teve início em abril de 2014, ainda durante o Campeonato Estadual do Rio, após os 3 órgãos receberem a informação de que cambistas brasileiros se uniriam a estrangeiros para a venda de ingressos do Mundial. Segundo a investigação, o grupo envolvido já atuava há pelo menos quatro Mundiais. A Polícia Civil do Rio de Janeiro interceptou 50 mil ligações - que revelaram que a quadrilha obtinha ingressos destinados aos pacotes de hospitalidade, além de bilhetes destinados a federações, operários, e em pontos de retirada de ingressos para turistas - e deflagrou a prisão de 12 pessoas, incluindo o franco-argelino Mohamadou Lamine Fofana, acusado de ser o chefe da quadrilha de cambistas. Além do argelino, o inglês Raymond Whelan, diretor executivo da empresa Match – que tem contrato de exclusividade com a FIFA para comercializar ingressos e pacotes para todos os jogos do Mundial – foi acusado de ser o elo facilitador deste esquema de venda ilegal de ingressos. Os investigados foram acusados de infringir o artigo 41-G do Estatuto do Torcedor ("fornecer, desviar ou facilitar a distribuição de ingressos para venda por preço superior ao estampado no bilhete"). Além das 12 prisões temporárias concedidas pelo Juizado Especial do Torcedor, foram apreendidos 100 ingressos, muitos deles fornecidos pela FIFA como cortesia e também destinados à comissão técnica brasileira.
De acordo com a polícia, as investigações apontaram que o grupo chegava a faturar 1 milhão de reais por partida do Mundial com a venda dos ingressos. Uma entrada para a final da Copa, por exemplo, poderia chegar a R$ 35 mil.
A FIFA emitiu uma nota em que apoiou as autoridades locais nestas investigações. Ela forneceu uma lista de telefone de todas as pessoas que trabalharam para a entidade no Brasil durante a Copa. Segundo a instituição, os responsáveis em desviar ingressos serão punidos, independentemente de quem seja. Além disso, o delegado que comanda as investigações pela Polícia no Rio de Janeiro informou ter recebido telefonema de responsável da Scotland Yard, com cumprimentos pelos resultados desta operação.

### Infraestrutura e segurança
A construção de estádios para a Copa do Mundo de 2014 foi assolada por acidentes, custos excessivos e atrasos nos cronogramas, sendo que oito trabalhadores morreram em vários acidentes durante a construção das 12 arenas usadas no torneio. No final de outubro de 2013, um incêndio durante a construção da Arena Pantanal em Cuiabá, no Mato Grosso, aconteceu 24 horas após o governador do estado alertar que o estádio poderia não ficar 100 por cento pronto a tempo do torneio. Relatos e vídeos também surgiram de torcedores que usavam o que parecia ser uma escada instável feita com andaimes para chegar ao Estádio do Maracanã, no Rio de Janeiro, antes do jogo entre Argentina e  Bósnia e Herzegovina.

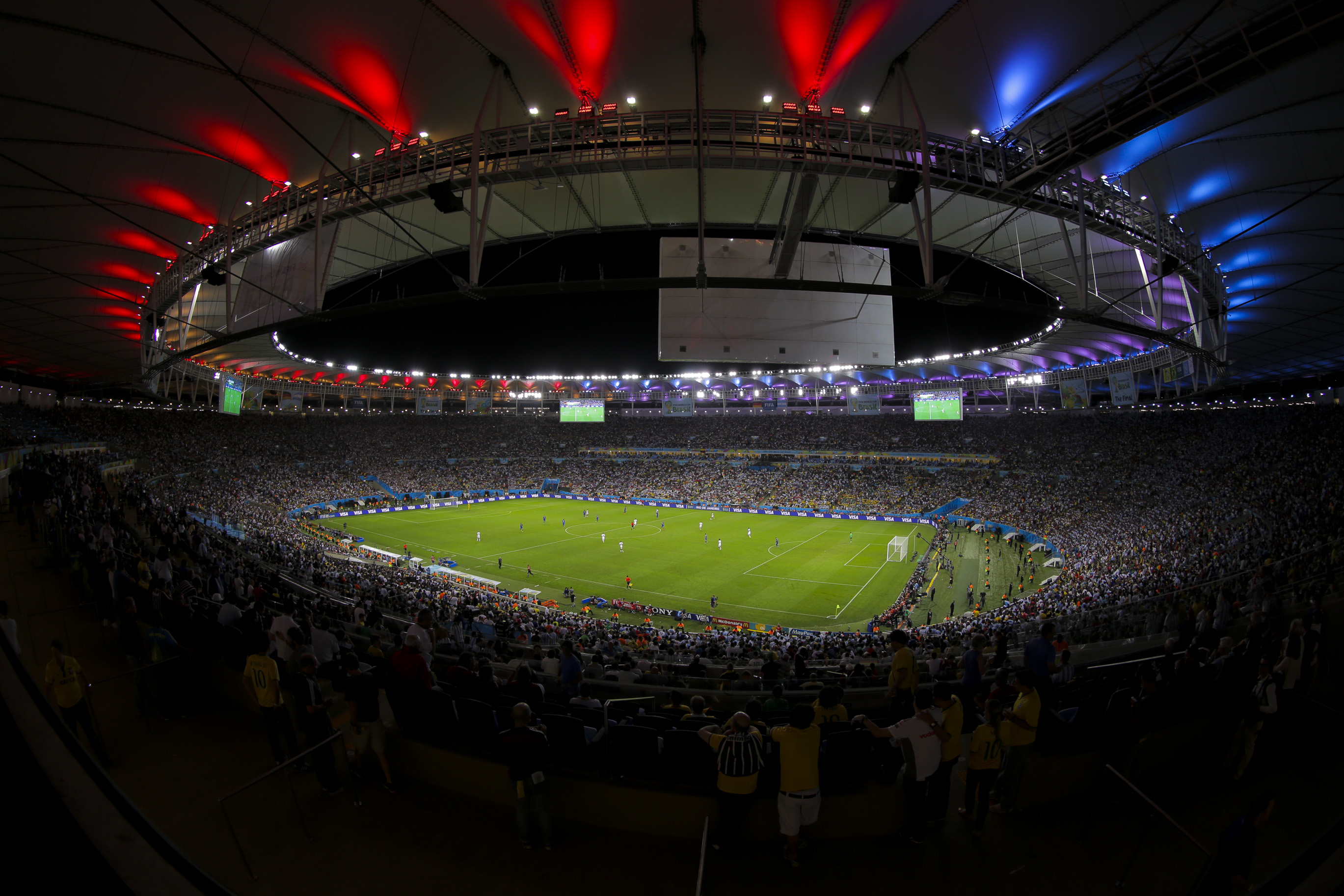
Interior do Estádio do Maracanã durante a final da Copa do Mundo.

Durante o jogo do Grupo B entre Chile e Espanha, em 18 de junho, cerca de 100 torcedores chilenos que se reuniram na parte externa do Maracanã forçaram a entrada no estádio. Eles quebraram a segurança, depois que um torcedor fingiu estar doente para distrair o guarda. Eles seguiram para o centro de mídia, quebraram a porta de vidro, derrubaram duas paredes divisórias e entraram no estádio. A Polícia Militar informou que 85 chilenos foram detidos durante os eventos, enquanto que outros conseguiram chegar às arquibancadas. Anteriormente, em 15 de junho, cerca de 20 argentinos fizeram algo semelhante durante a partida entre Argentina e Bósnia e Herzegovina, no mesmo estádio
Em 9 de junho, três dias antes da Copa do Mundo começar, uma viga de apoio de concreto desabou durante a construção da Linha 17 do Metrô de São Paulo, matando um trabalhador e ferindo outros dois. A conclusão da linha, que ligará o Aeroporto de São Paulo-Congonhas a três outras linhas de monotrilho da rede, foi marcada para o início do torneio, mas a construção foi adiada, uma vez que não recebeu as licenças ambientais necessárias, sendo a sua conclusão adiada para o segundo semestre de 2015.
Em 3 de julho, um viaduto em construção em Belo Horizonte, obra feita como parte dos projetos de infraestrutura da Copa do Mundo, desabou sobre uma via movimentada abaixo, deixando duas pessoas mortas e outras 22 feridas. Uma testemunha culpou os cronogramas de construção acelerados e a "incompetência" das autoridades e das empresas responsáveis pelo desastre.

### Arbitragem e disciplina dos jogadores

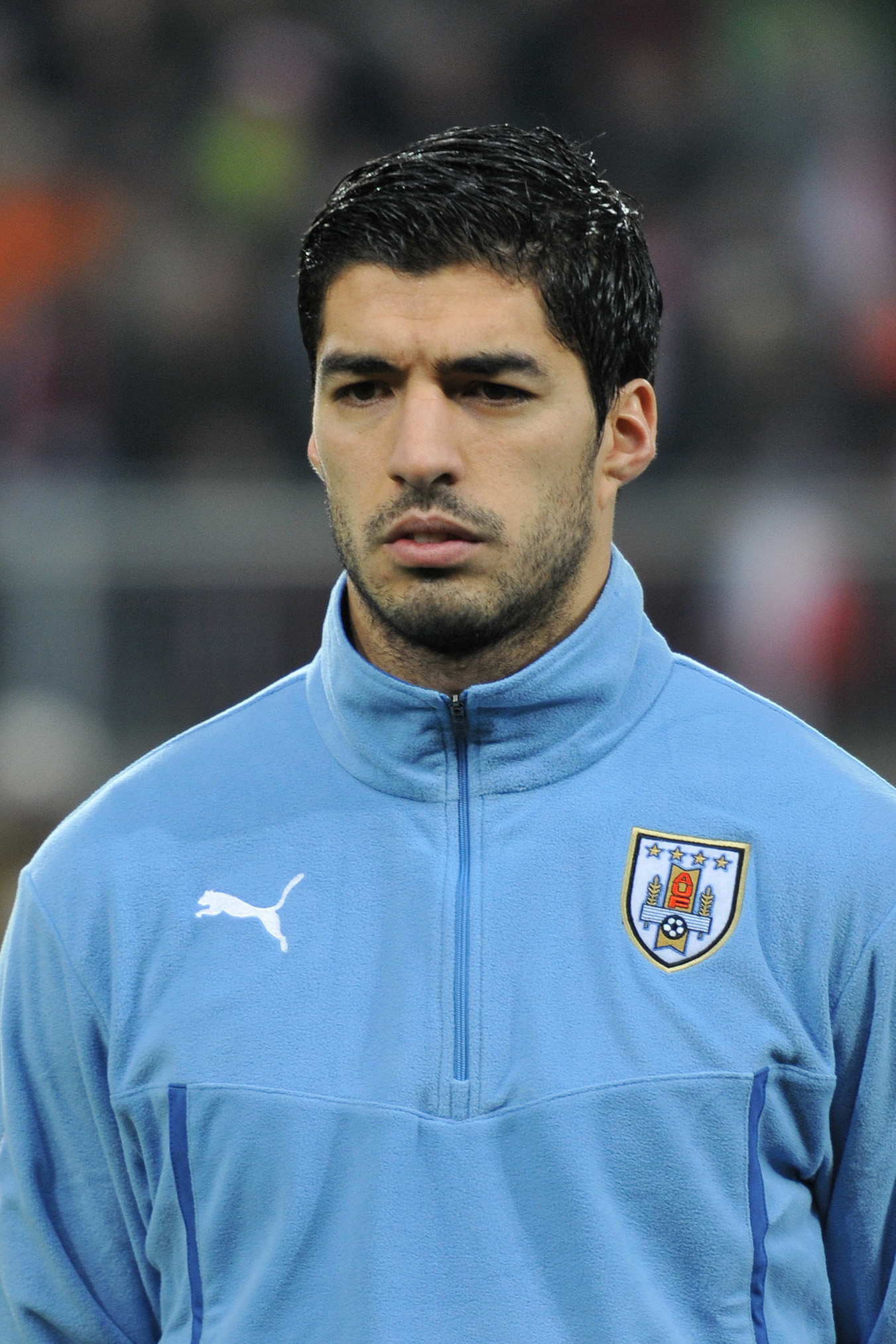
O jogador uruguaio Luis Suárez recebeu a maior punição da história do torneio por morder um jogador adversário em campo. Foi a terceira vez que o jogador cometeu tal ato em sua carreira.

A Copa do Mundo de 2014 gerou várias controvérsias durante o torneio. As críticas foram mais centradas em torno de arbitragem, sendo que árbitros internacionais, como Yuichi Nishimura, Milorad Mažić, Enrique Osses, Peter O'Leary, Ravshan Irmatov, Howard Webb, Mark Geiger, Carlos Velasco Carballo e o assistente Humberto Clavijo, enfrentaram duras críticas por suas atuações em campo.
O caso disciplinar mais notável aconteceu por volta do minuto 79 do jogo final do Grupo D, entre Uruguai e Itália, quando o atacante uruguaio Luis Suárez trombou com o zagueiro italiano Giorgio Chiellini enquanto esperava por um cruzamento. Os replays mostraram que Suárez na verdade se lançou contra Chiellini e mordeu seu ombro (Chiellini mostrou as marcas de mordida), sendo que logo após Suárez cai ao chão segurando seu rosto. Apesar dos protestos dos jogadores italianos, o árbitro mexicano Marco Rodríguez decidiu por não penalizar Suárez. O Uruguai ganhou um escanteio e o zagueiro Diego Godín marcou. O jogo iria terminar em 1–0 a favor do Uruguai, levando, assim, a seleção uruguaia para a fase eliminatória como o vice-campeão do Grupo D.
Na tarde do mesmo dia do jogo, no entanto, a FIFA anunciou que tinha aberto um processo disciplinar para Suárez. Suárez já havia sido considerado culpado por morder jogadores adversários em duas ocasiões anteriores: contra Otman Bakkal em 2010 e Branislav Ivanović em 2013. Ele recebeu uma proibição de sete jogos para o primeiro incidente e uma proibição de dez jogos para o segundo, onde ele foi criticado por não reconhecer "a gravidade" dos seus atos.
Em 26 de junho de 2014, o Comitê Disciplinar da FIFA decidiu por proibir Suárez por nove jogos internacionais, com efeito imediato, ou seja, ele não participaria mais da Copa do Mundo. Foi a mais longa punição já aplicada na história da Copa do Mundo, superando a proibição de oito jogos imposta ao italiano Mauro Tassotti por quebrar o nariz do espanhol Luis Enrique na Copa do Mundo FIFA de 1994, nos Estados Unidos. Ele também foi proibido de fazer parte de qualquer atividade relacionada ao futebol (incluindo entrar em qualquer estádio) por quatro meses e foi multado em 100 mil francos suíços, ou cerca de 120 mil dólares. A gravidade da pena se deveu pelo fato de que era a terceira vez que Suárez mordia um jogador adversário, além do fato da FIFA ter observado falta de remorso por parte do jogador uruguaio. Com Suárez proibido, o Uruguai perdeu a partida seguinte por 0-2 para a Colômbia e foi eliminado do torneio.
Seis dias após o incidente, em 30 de junho, Suárez se desculpou com Chiellini através de sua conta Twitter e jurou nunca mais repetir o incidente, ao escrever que "o resultado físico de uma mordida" ocorreu por uma colisão com Chiellini. Chiellini respondeu também através do Twitter, indicando que tudo foi esquecido e que sua esperança era de que a Fifa reduzisse a suspensão de Suárez.
A revista alemã Der Spiegel alegou que a derrota de Camarões por 4 a 0 para a Croácia foi armada. O apostador Wilson Raj Perumal, que cumpria pena por manipulaçãode resultados, teria alertado a revista antes da partida do resultado e que haveria uma expulsão, o que de fato acabou ocorrendo. A FIFA negou as acusações. A revista insistiu que a história era verídica.

## Legado

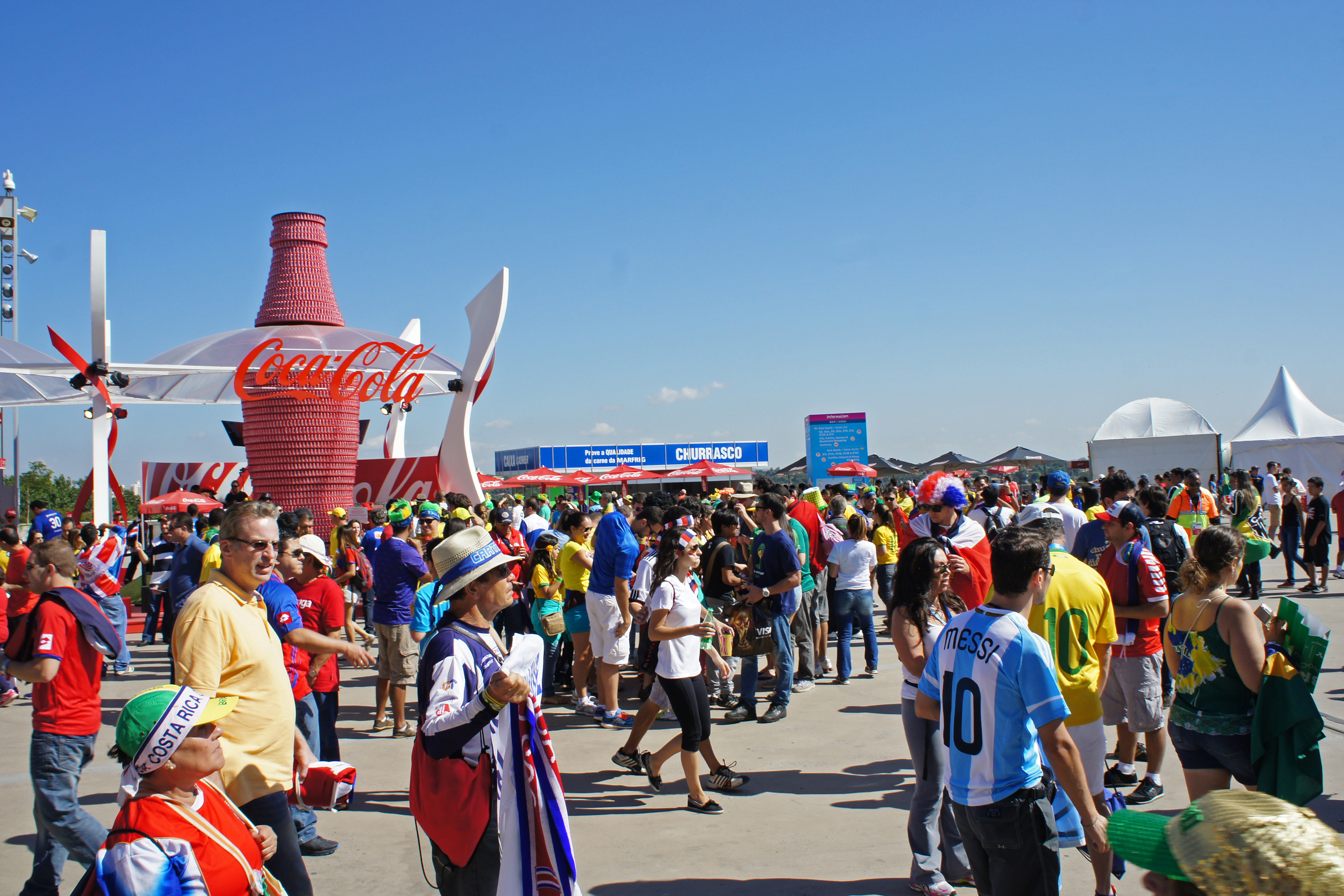
Torcedores no entorno do Estádio Governador Magalhães Pinto, em Belo Horizonte, no dia do jogo entre Costa Rica e Inglaterra

De acordo com um balanço feito pelo Ministério do Turismo, a Copa do Mundo de 2014 atraiu para o Brasil mais de um milhão de turistas estrangeiros, de 203 nacionalidades diferentes, sendo que 61% deles nunca havia estado no país. De acordo com a pesquisa, feita pelo ministério com mais de 6,6 mil turistas, 92,3% afirmaram que vieram ao país em função do evento e 95% declararam a intenção de voltar ao país. O tempo médio de permanência dos turistas internacionais no Brasil foi de 13 dias, passando por 378 cidades pelo país. O número de cidadãos brasileiros que circularam ao redor do país durante o mundial foi de mais de 3 milhões, sendo que o estado de São Paulo foi o principal emissor de turistas nacionais (858 825), seguido por Rio de Janeiro (260 527) e Minas Gerais (220 021). O evento posteriormente foi comparado por alguns historiadores com a Copa do Mundo de 1950.
Os dados do ministério também apontaram que a hospitalidade e a gastronomia foram os itens mais bem avaliados pelos visitantes estrangeiros, com 98% e 93% de aprovação, respectivamente. A pesquisa também avaliou a opinião da imprensa internacional, que apontou como item melhor avaliado os atrativos turísticos brasileiros (98,4%), além da vida noturna e das informações turísticas disponíveis (96,2%). Uma pesquisa feita pela Fundação Instituto de Pesquisas Econômicas (FIPE) estimou que sediar a Copa de 2014 tenha injetado cerca de 30 bilhões de reais na economia brasileira, ou 0,7% do produto interno bruto (PIB) do país em 2013.
Nas maiores cidades do país, bairros como o da Vila Madalena, em São Paulo, e o de Copacabana, no Rio de Janeiro, viraram pontos de grande concentração de turistas estrangeiros e viraram temas de várias reportagens que abordavam o clima de carnaval instalado.
O presidente da FIFA, Joseph Blatter, considerou a Copa de 2014 "mais do que um sucesso". "A mídia internacional diz que está tudo ótimo, não vou dizer perfeito porque a perfeição não existe. Os estádios estão magníficos, foi excepcional o que foi feito em todas as cidades-sedes", comentou Blatter durante seminário realizado na Fundação Getulio Vargas (FGV) no dia 2 de julho, ainda durante a competição.

### Opinião pública após o início do evento

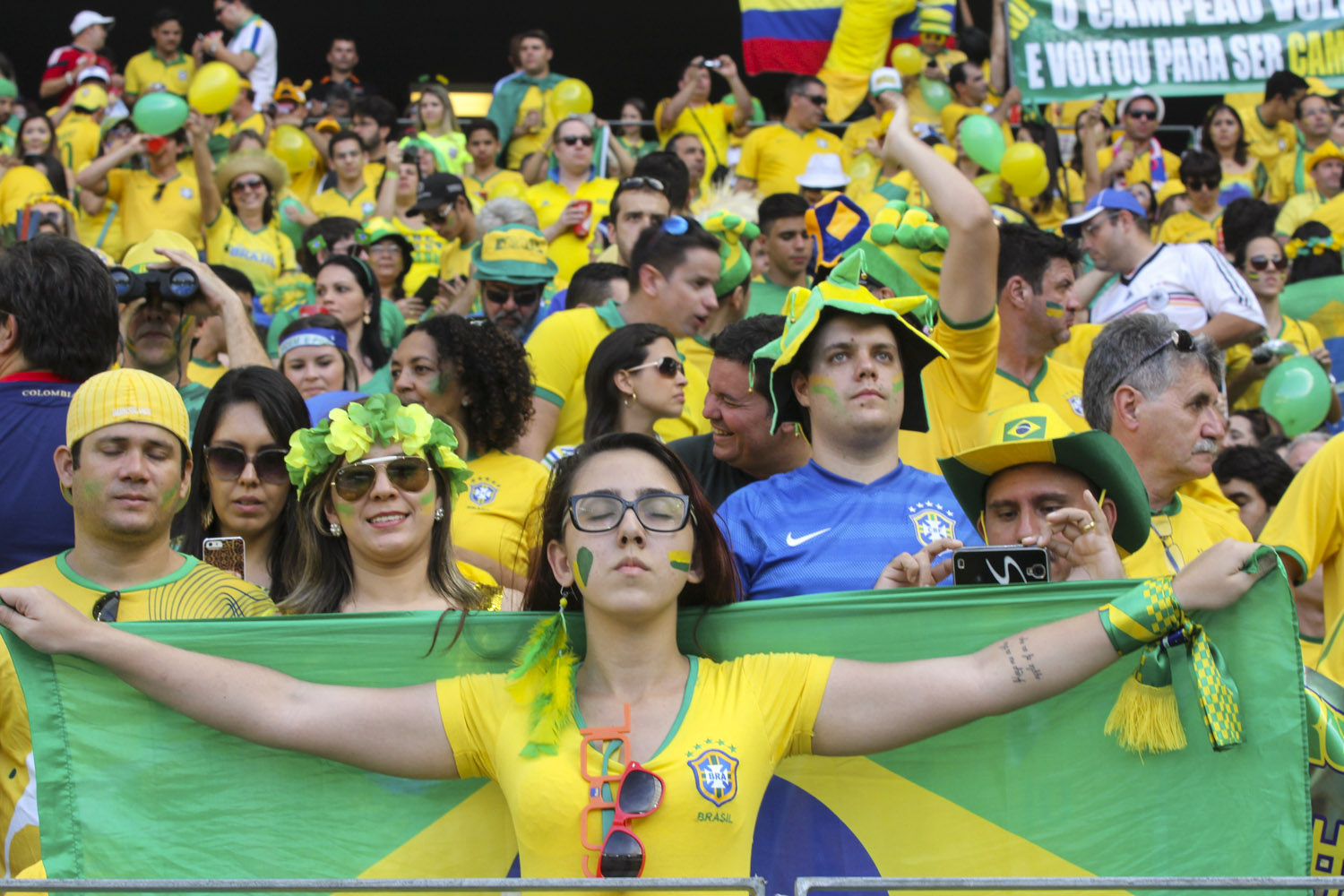
Torcedores do Brasil durante jogo contra a Colômbia

A despeito das inúmeras críticas à realização da Copa no Brasil e do temor de que um verdadeiro caos fosse verificado durante a organização da competição no país, o sucesso do evento, que se desenvolveu sem maiores sobressaltos e chegou a surpreender positivamente os turistas estrangeiros, superou o pessimismo difundindo por vários segmentos da sociedade, especialmente pelos veículos da grande imprensa nacional. Se, antes do pontapé inicial, pesquisas apontavam que menos da metade dos entrevistados apoiava o torneio, às vésperas das semifinais da competição, esse quadro se reverteu, com a maioria dos pesquisados aprovando a realização do evento.
Antes da Copa, houve casos, por exemplo, de revistas brasileiras, como a semanal Veja, que cogitou, ainda em 2011, que as obras da Copa ficariam prontas apenas em 2038. A poucos dias da Copa, o polêmico cineasta, jornalista e colunista de vários veículos de comunicação Arnaldo Jabor afirmou que a competição revelaria ao mundo a "incompetência" brasileira. Mesmo o ex-jogador Ronaldo, que foi membro do Comitê Organizador Local da FIFA, chegou a dizer que se sentia envergonhado com os atrasos das obras.
Em veículos internacionais, a conceituada revista alemã Der Spiegel estampou, um mês antes da competição, que a Copa poderia ser um fiasco, por causa dos protestos, da violência nas ruas, dos problemas do transporte coletivo, dos aeroportos e dos estádios. O que se viu, no entanto, foi uma quantidade de manifestações abaixo do nível esperado, assim como casos isolados de transtornos dos turistas e torcedores pelo Brasil.

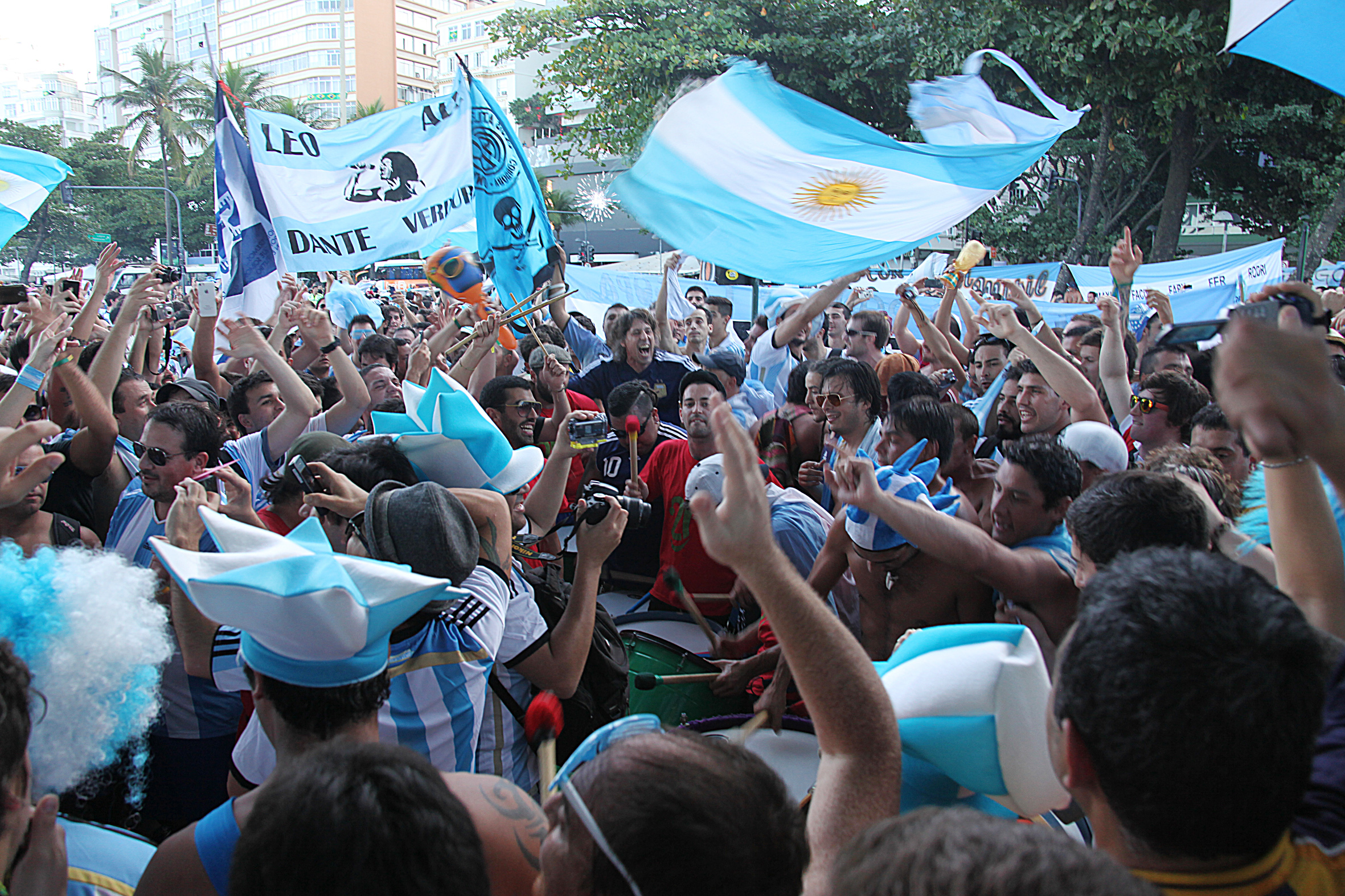
Torcida da Argentina faz festa em Copacabana, no Rio de Janeiro

Após o início da Copa, veículos de imprensa passaram a elogiar a competição e jornalistas internacionais chegaram a cogitar que a Copa de 2014 era a maior já vista, tanto pelo futebol praticado dentro de campo como pela cordialidade e pelo clima festivo e de tranquilidade observados no Brasil. A BBC Sport, por exemplo, elegeu esta como a melhor da história - tanto em voto popular, pela internet, como na opinião de dois de seus mais experientes jornalistas.
Um PhD francês (pela Universidade de Cambridge) em estudos esportivos e professor de uma escola de negócios francesa (ESSCA), Dàvid Ranc, foi além e disse que a organização deste mundial foi até mesmo melhor que a dos Jogos Olímpicos de Verão de 2012, realizados em Londres, no Reino Unido. Segundo ele, o grande número de reportagens negativas e críticas feitas antes do início da Copa foram fruto de racismo e preconceito contra países do Hemisfério sul, e que não aparecem quando se trata de megaeventos organizados pelo Hemisfério Norte.